# Wycinanka kurpiowska
Wycinanka kurpiowska – ozdoba wycięta z papieru za pomocą nożyc, charakterystyczna dla twórczości ludowej kurpiowskiej Puszczy Zielonej i Białej. W marcu 2020 tradycja wycinankarska Puszczy Zielonej została wpisana na Krajową listę niematerialnego dziedzictwa kulturowego jako „Wycinankarstwo kurpiowskie z Puszczy Zielonej”.
Wycinanka pojawiła się w domach Kurpiów Zielonych i Białych w XIX wieku jako element zdobniczy. Od początku XX wieku zaczęła zyskiwać popularność w kręgach miejskich, co szczególnie w Puszczy Zielonej wpłynęło na rozwój form. Odrodzenie sztuki nastąpiło po II wojnie światowej m.in. dzięki wsparciu Cepelii. Upadek spółdzielni zakończył czas instytucjonalnej opieki państwa nad tą formą sztuki ludowej, co miało szczególne znaczenie dla Puszczy Białej, gdzie wycinankarstwo zanikło. W Puszczy Zielonej sztuka utrzymała się nieprzerwanie dzięki wsparciu m.in. muzeów i zainteresowaniu odbiorców podczas imprez regionalnych. Współcześnie obserwuje się odrodzenie wycinanki w Puszczy Białej.
Wycinanki z Puszczy Białej i Puszczy Zielonej przechowywane są w wielu placówkach muzealnych w regionie i w Polsce. Można w nich zobaczyć gwiazdy, leluje, lasy, hostyje i wycinanki figuralne charakterystyczne dla Kurpi Zielonych oraz zielka, wstęgi i wycinanki figuralne właściwe Kurpiom Białym. Wycinankarki kurpiowskie to cenione twórczynie ludowe, które były i są doceniane na poziomie lokalnym, ogólnopolskim, a nawet światowym.
Wycinanki kurpiowskie są elementem pocztówek. Pojawiają się na okładkach publikacji, jako motyw na gadżetach pamiątkowych, element zdobień kościołów, ornatów, witaczy, pomników itp. Dotyczy to szczególnie Puszczy Zielonej, w której wycinanka jest jednym z symboli regionu. Współcześnie jest często wykorzystywana w etnodesignie.

## Wycinanka kurpiowska z Puszczy Białej

### Historia

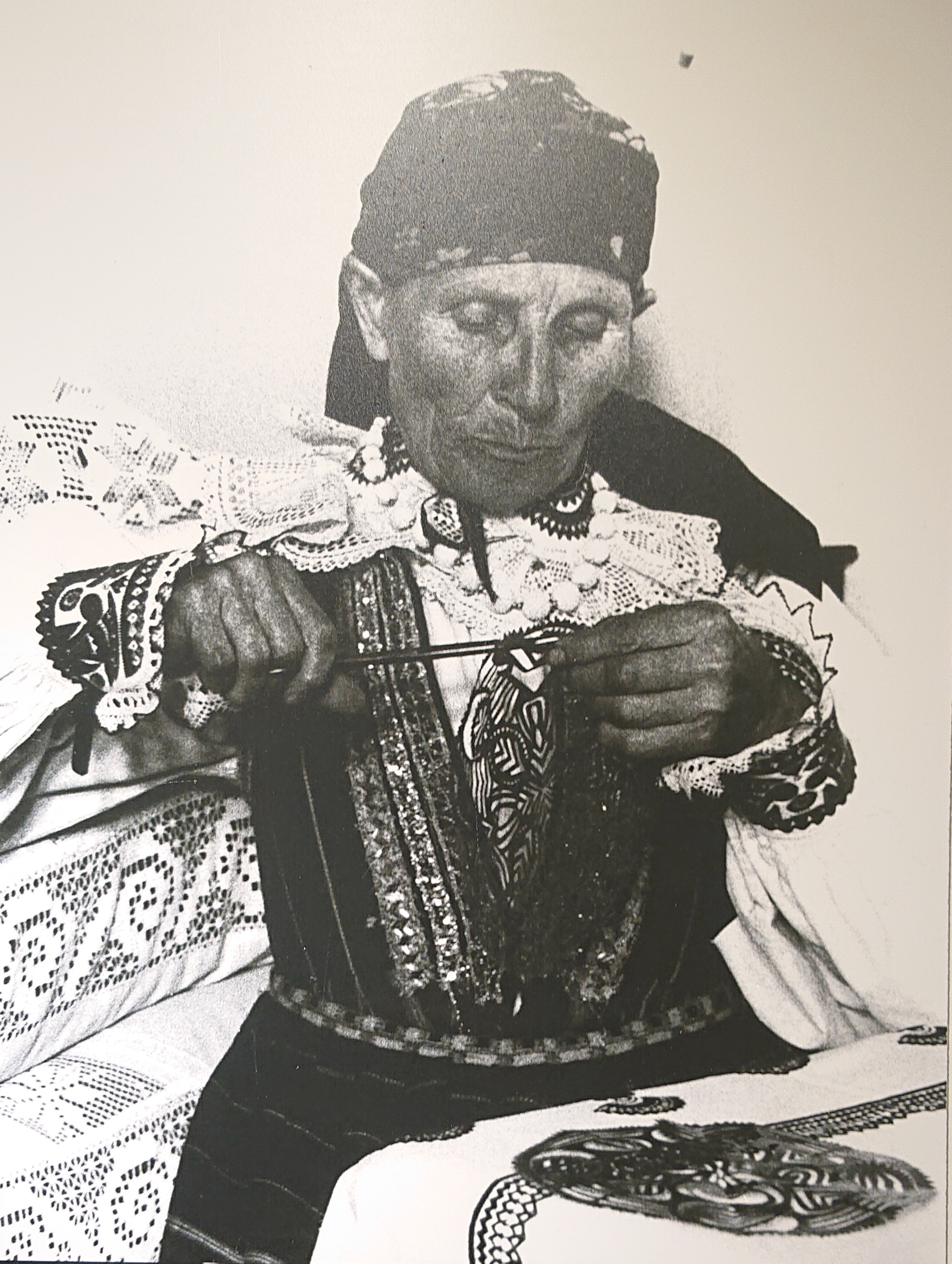
Wycinankarka z Puszczy Białej. Zdjęcie z wystawy w Muzeum Kultury Kurpiowskiej w Ostrołęce

W Puszczy Białej wykształciły się dwa ośrodki wycinankarskie: we wsi Dąbrowa i Pniewo. Według Aleksandra Błachowskiego zarówno w Puszczy Białej, jak i Zielonej, występowały podobne formy, które różniły się tylko szczegółami. W początkowej fazie rozwoju wycinanki z Puszczy Białej miały wiele cech wspólnych z wycinankami z Puszczy Zielonej. Na rozwój wycinankarstwa wpływało coroczne współzawodnictwo między gospodyniami, które przystrajały mieszkania przed Wielkanocą. W rezultacie powstały nowe wzory, a technika doskonaliła się. Wycinanka białokurpiowska na początku XX wieku zyskała rozgłos. Niemniej wycinanki z Kurpi Białych zachowały archaiczne formy zapewne ze względu na brak zainteresowania ze strony mieszczan z Pułtuska. Wycinankarki tworzyły na własny użytek, a sprzedawały rękodzieło tylko lokalnym odbiorcom. To pozwoliło na zachowanie tradycyjnych form i pierwotnej funkcji wycinanki.
Wyróżniane są dwie kategorie wycinanek z Puszczy Białej: jednobarwne oraz kolorowe nalepianki. Jednobarwne wycinanki to zielka (wycinane z jednego kawałka papieru o kształcie rośliny doniczkowej z symetrycznymi liśćmi) i gwiazdy. Były też zielka wielobarwne. Czasem zielka miały formę trzech pasów ozdobionych kwiatami, kogutami lub ludźmi. Czasem do doniczki stworzonej z naklejonych na siebie wielobarwnych kółek, doczepiano trzy pasy papieru zwieńczone małymi kółkami. Gwiazdy wycinano jako koła z promieniście rozmieszczonym ażurowym ornamentem geometrycznym. Potem podklejano je krążkiem papieru w kontrastowym kolorze. Na gwiazdy naklejano jedną lub kilka rozetek. Nalepianką jest też wstęga, wycinanka typowa dla Puszczy Białej. Wywodzi się zapewne od wstęg z bibuły doczepianych do ram obrazów. Wstęgi powstawały z dwóch pasów. Po sklejeniu rozchodziły się w dół. W miejscu ich połączenia umieszczano kontrastującą kolorem gwiazdę. Pasy dzielono na trzy lub cztery pola z naklejonymi ażurowymi rozetkami. Wstęgi nazywano portkami, a kolorystycznie dominowała czerwień, zieleń i żółć.

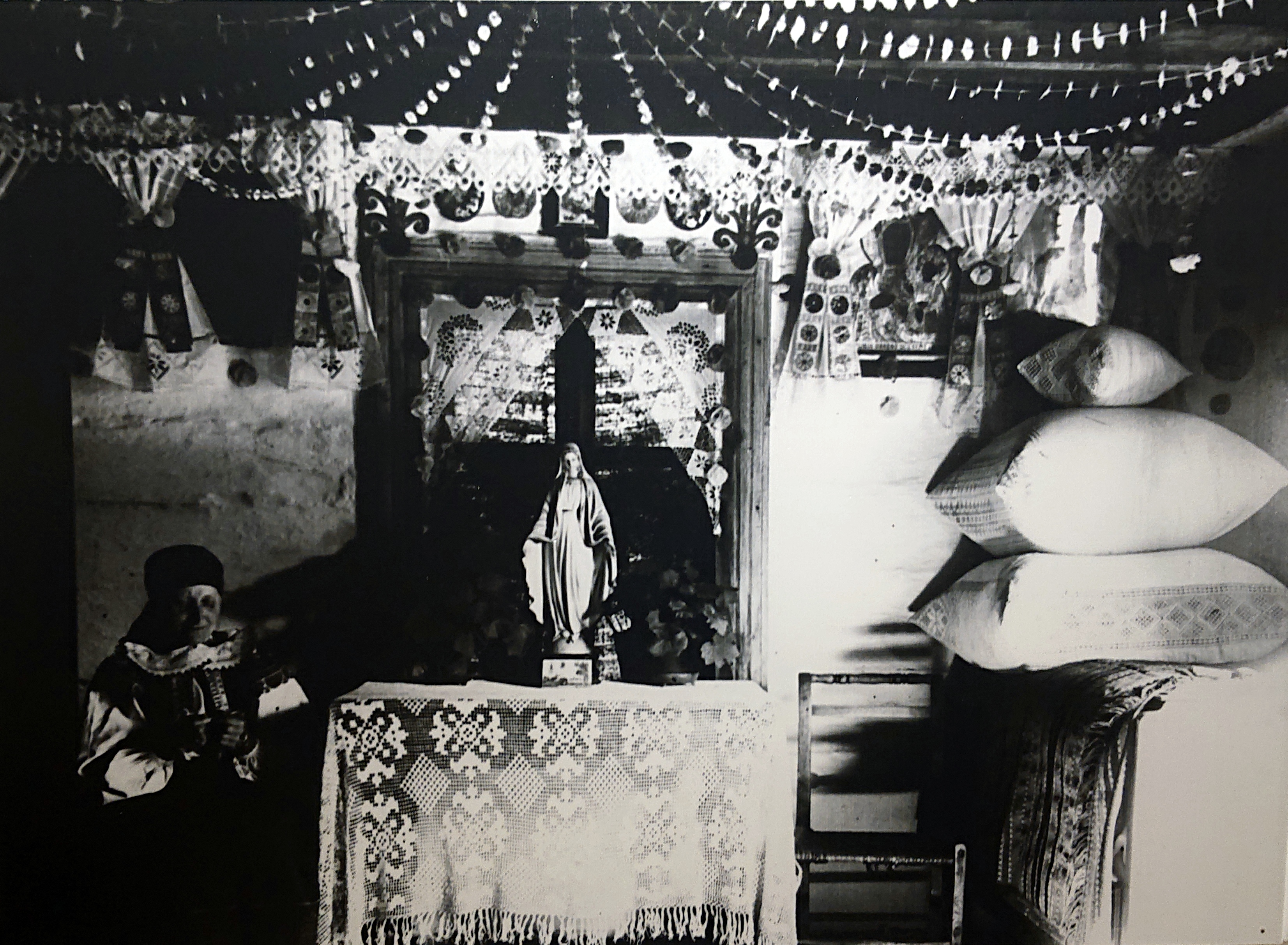
Wycinankarka w białokurpiowskiej chacie ozdobionej wycinankami i pająkiem. Zdjęcie z wystawy w Muzeum Kultury Kurpiowskiej w Ostrołęce

Wycinanki z Puszczy Białej przedstawiały ludzi, koguty i ptaki pojedynczo lub parami. Wycinankarki naklejały kolorowe skrawki papieru jako skrzydła, ogony i grzebienie ptaków, a wśród postaci ludzkich dominowały sylwetki kobiece. Pojawiały się rozbudowane kompozycje z ułanami, końmi zaprzężonymi w bryczki, chłopami pracującymi na roli, ale formy te zanikły.
Maria Żywirska wskazywała, że zmierzch wycinanki białokurpiowskiej nastąpił w międzywojniu. Wycinankarstwo ożyło po II wojnie światowej. Władze samorządowe i państwowe organizowały konkursy oraz wystawy tematyczne, co wpłynęło na wykształcenie grupy artystek ludowych. Wycinanki były wówczas tworzone nie tylko na własny użytek, ale i na sprzedaż. Młodsze pokolenie uczyło się wycinankarstwa od babek i prababek. Wycinankarki opracowały własne wzory wpisujące się w charakterystykę regionu. Wyodrębniły się, podobnie jak w Puszczy Zielonej, rodziny słynące z wycinankarstwa. Wycinanką zajmowały się nie tylko kobiety, ale i mężczyźni, choć było ich zdecydowanie mniej (podobnie jak w Puszczy Zielonej).
Mimo starań Spółdzielni CPLiA „Twórczość Kurpiowska” w Pułtusku i powojennych konkursów tradycje wycinankarskie Puszczy Białej zanikły, ponieważ ludność regionu była bardziej otwarta na kontakty z Warszawą i wpływy z zewnątrz niż Puszcza Zielona, co wpłynęło na akulturację. Pojedyncze wycinankarki nie były w stanie zapewnić ciągłości tradycji. Wycinanka straciła pierwotne znaczenie i została zastąpiona przez inne dekoracje. Trafiała za to do muzeów lub prywatnych zbiorów badaczy i miłośników tej sztuki.
Współcześnie obserwuje się inicjatywy lokalnych środowisk w celu zachowania pamięci i odtworzenia tradycji wycinankarskich. Niektóre artystki nadal wykonują wycinankę białokurpiowską. Aktywne w tym zakresie jest Stowarzyszenie „Puszcza Biała – Moja Mała Ojczyzna”, które opiekuje się Kuźnią Kurpiowską w Pniewie.

### Wycinankarki z Puszczy Białej
- Marianna Świadkowska z Wypych w gminie Somianka[16];
- Małgorzata Murziak[10];
- Wiesława Archacka, Katarzyna Osowiecka, Teresa Włodarczyk, Genowefa Łada, Stefania Woźnica i Władysław Kamińska z Rząśnika[7];
- Katarzyna Rudnicka, Anna Pudlis i Aleksandra Liwska z Dąbrowy w gminie Rząśnik;
- Małgorzata Wultańska z Obrytego;
- Emilia Fornalska z Bartodziejów[16][17][18];
- Genowefa Światkowska[19];
- Halina Witkowska z Leman[20].

### Galeria

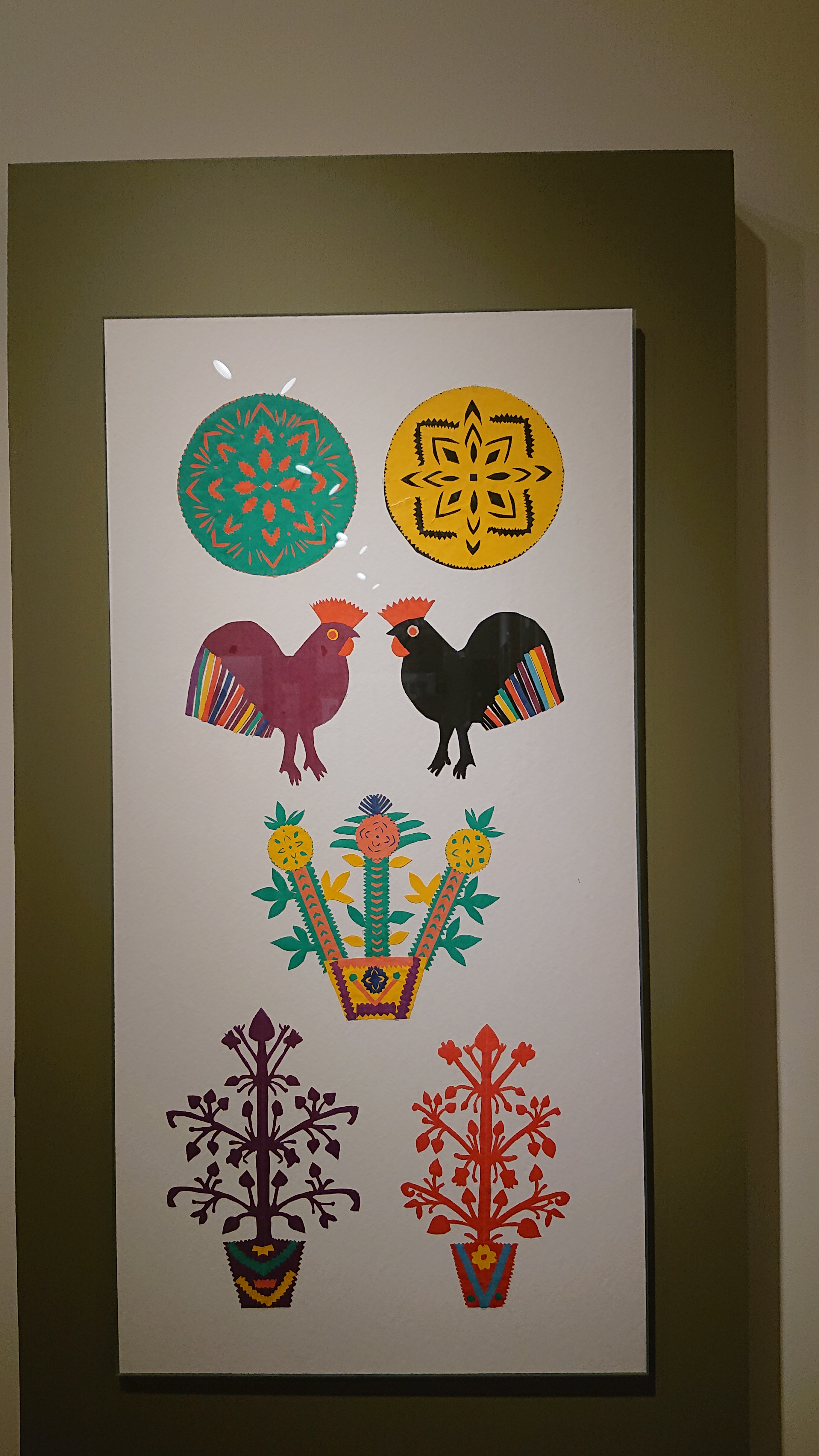
Wycinanki Teresy Włodarczyk z Obrytego w Muzeum Kultury Kurpiowskiej w Ostrołęce
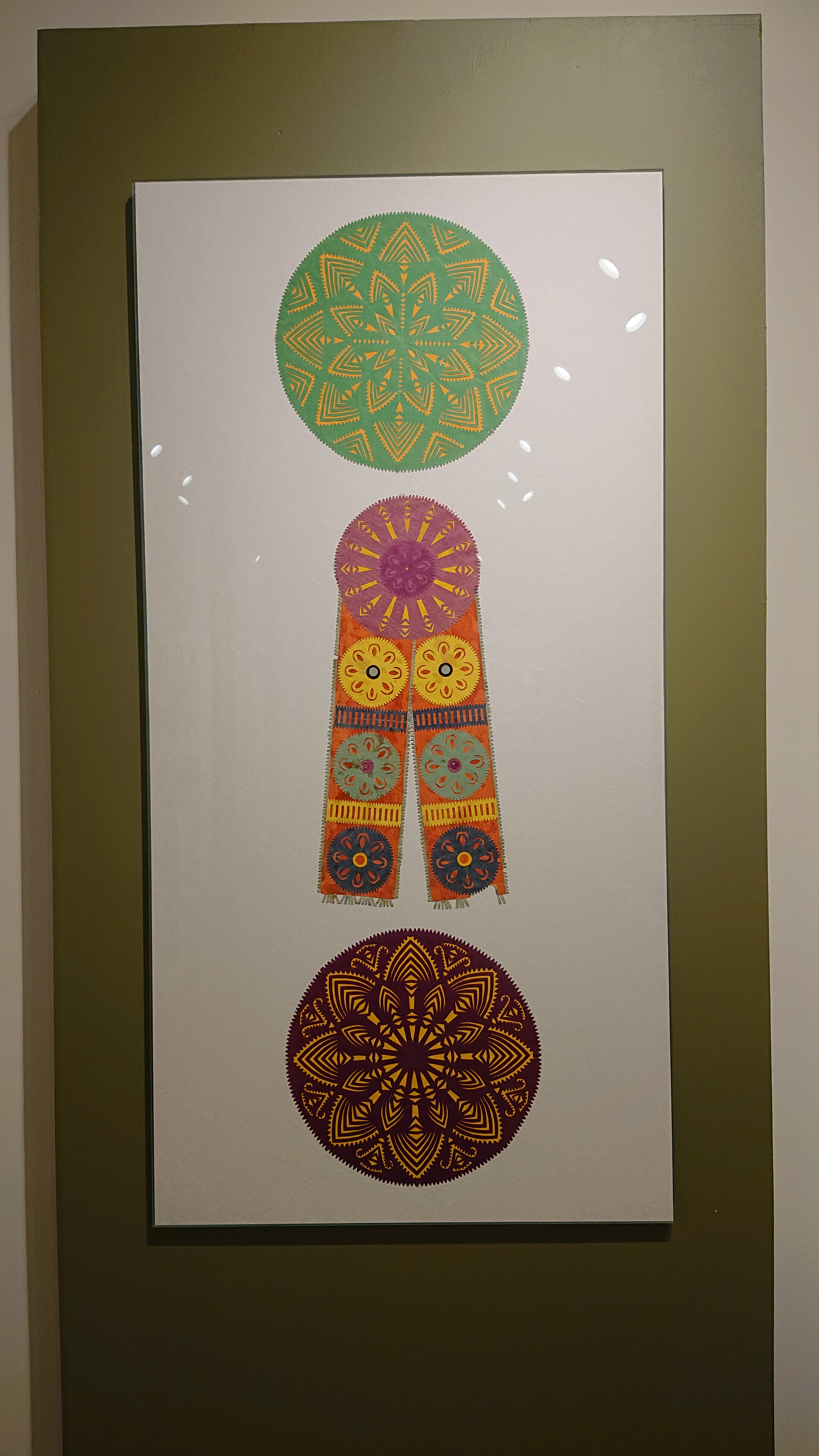
Wycinanki Aleksandry Liwskiej z Dąbrowy w Muzeum Kultury Kurpiowskiej w Ostrołęce
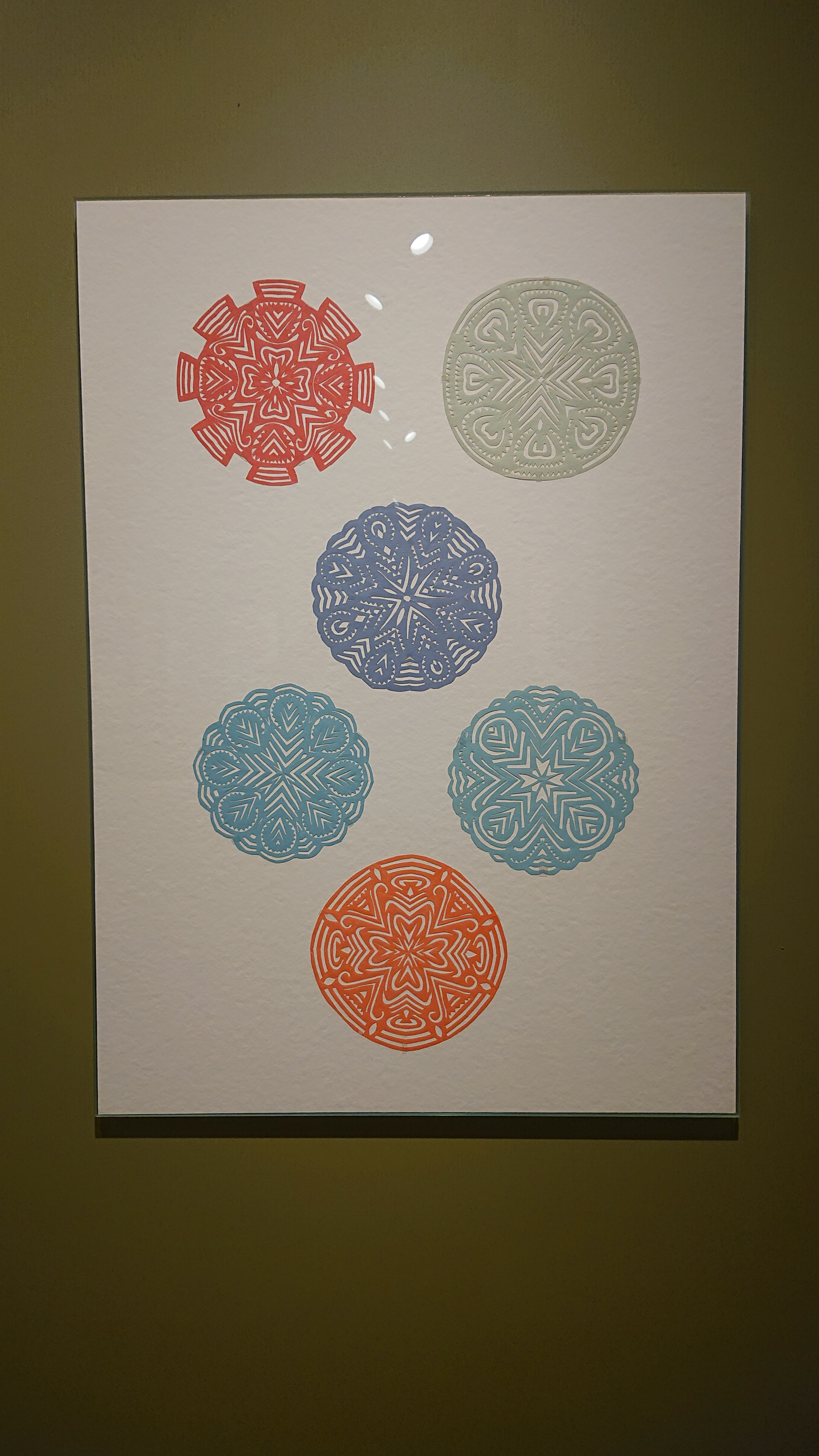
Wycinanki Małgorzaty Wultańskiej z Obrytego w Muzeum Kultury Kurpiowskiej w Ostrołęce
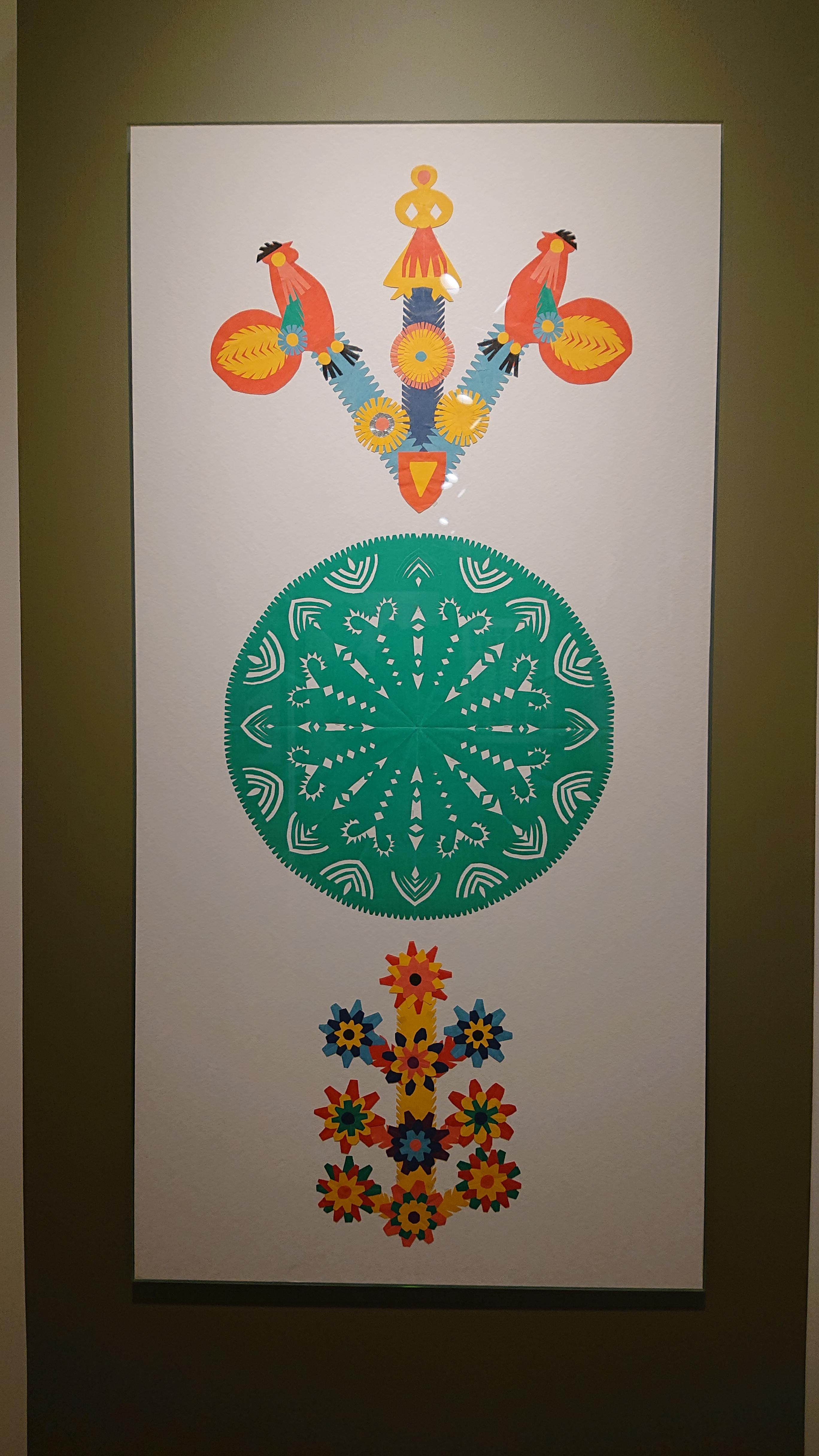
Wycinanki Stefanii Woźnicy z Rząśnika w Muzeum Kultury Kurpiowskiej w Ostrołęce
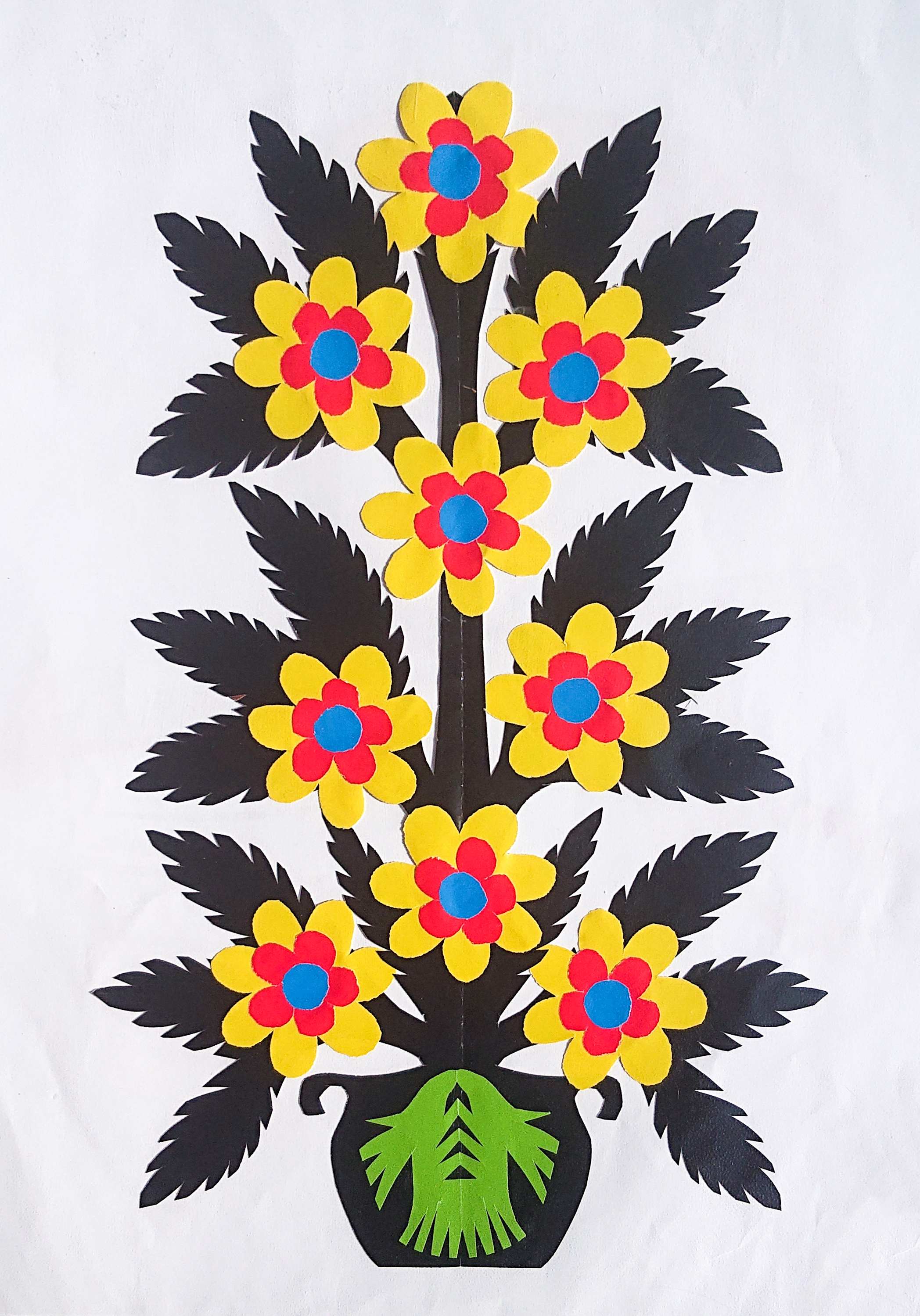
Leluja wykonana przez Emilię Fornalską, zbiory Kuźni Kurpiowskiej w Pniewie
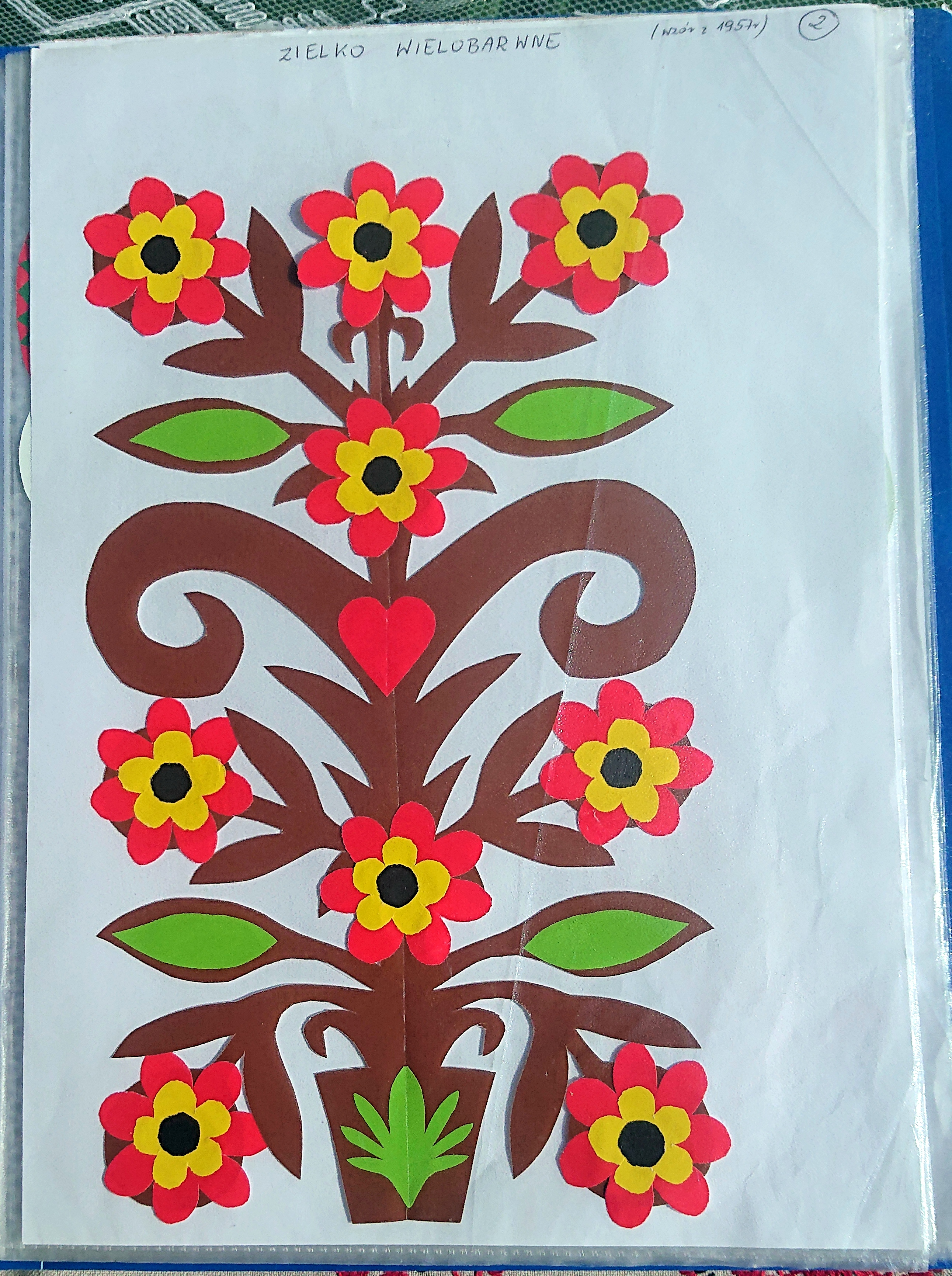
Wielobarwne zielko wykonane przez Emilię Fornalską, zbiory Kuźni Kurpiowskiej w Pniewie
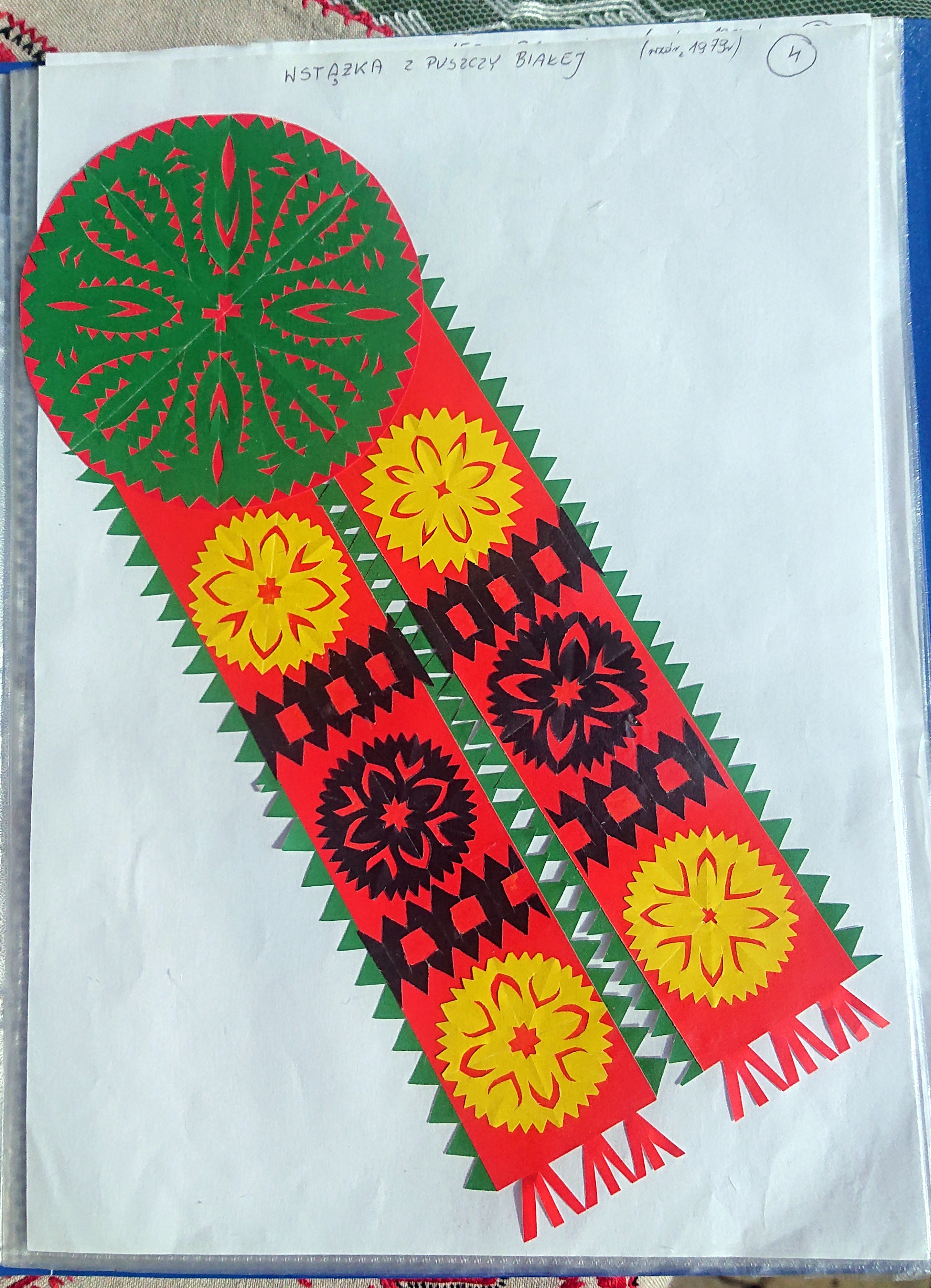
Wstęga wykonana przez Emilię Fornalską, zbiory Kuźni Kurpiowskiej w Pniewie

## Wycinanka kurpiowska z Puszczy Zielonej

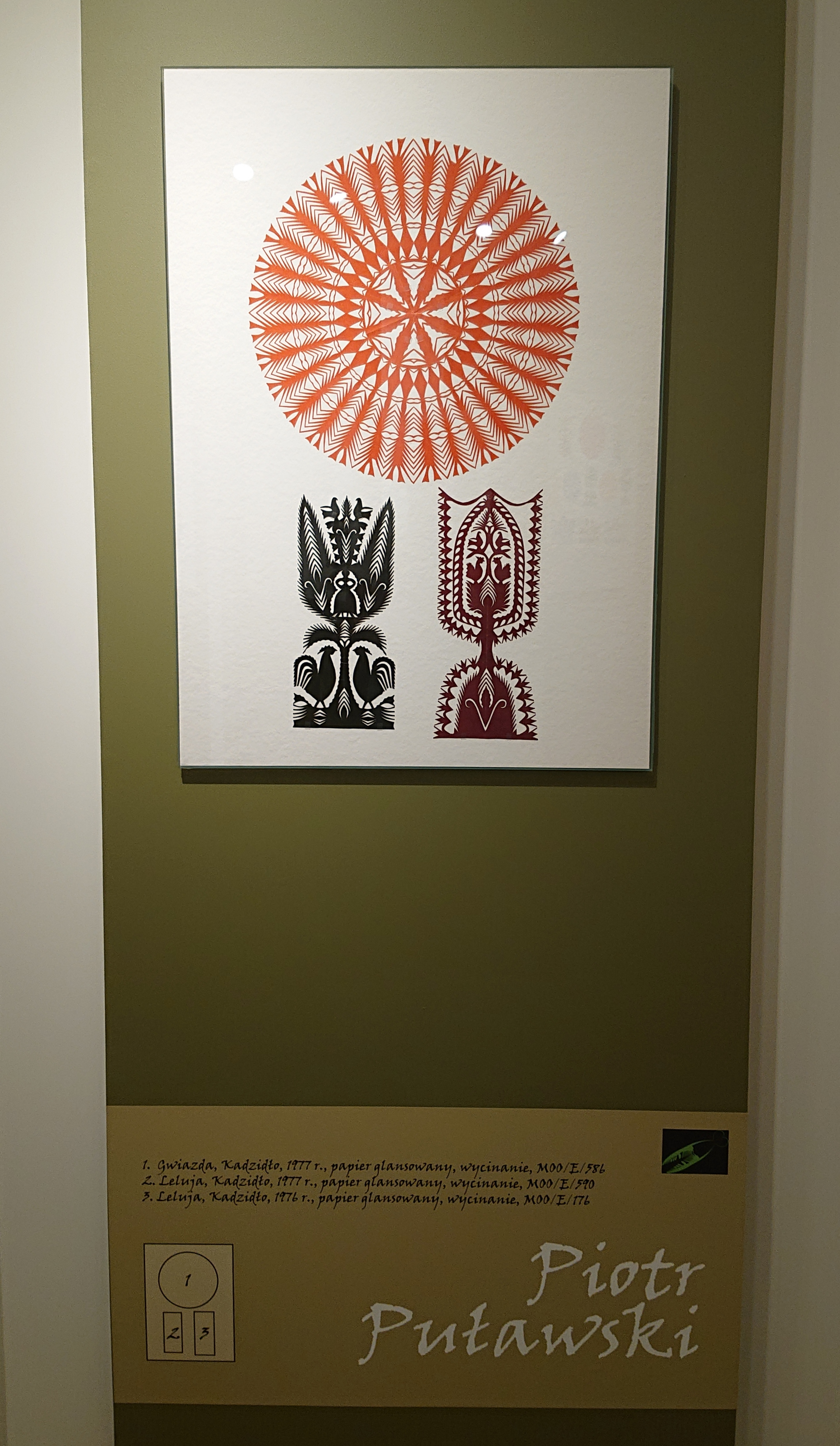
Plansza z wycinankami Piotra Puławskiego, wystawa Wycinanka kurpiowska w Muzeum Kultury Kurpiowskiej w Ostrołęce

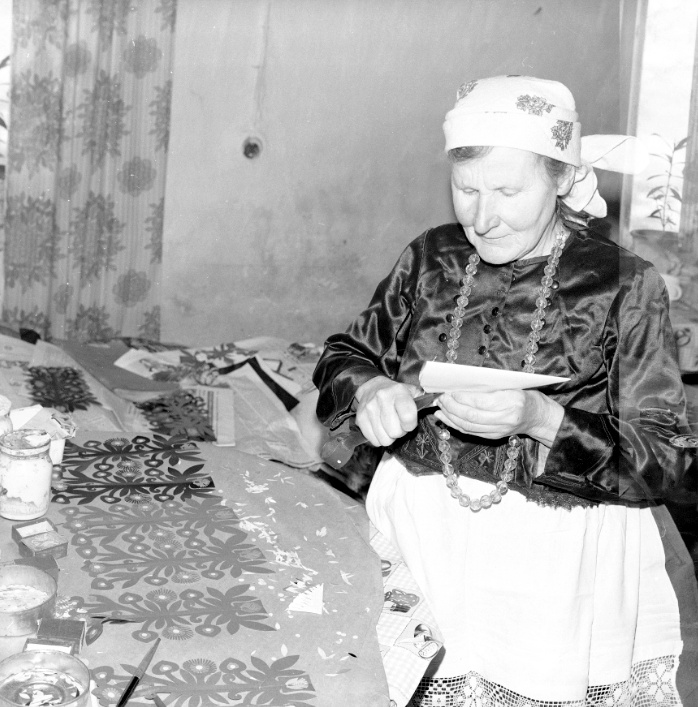
Stanisława Olender, wycinankarka z Puszczy Zielonej

### Historia

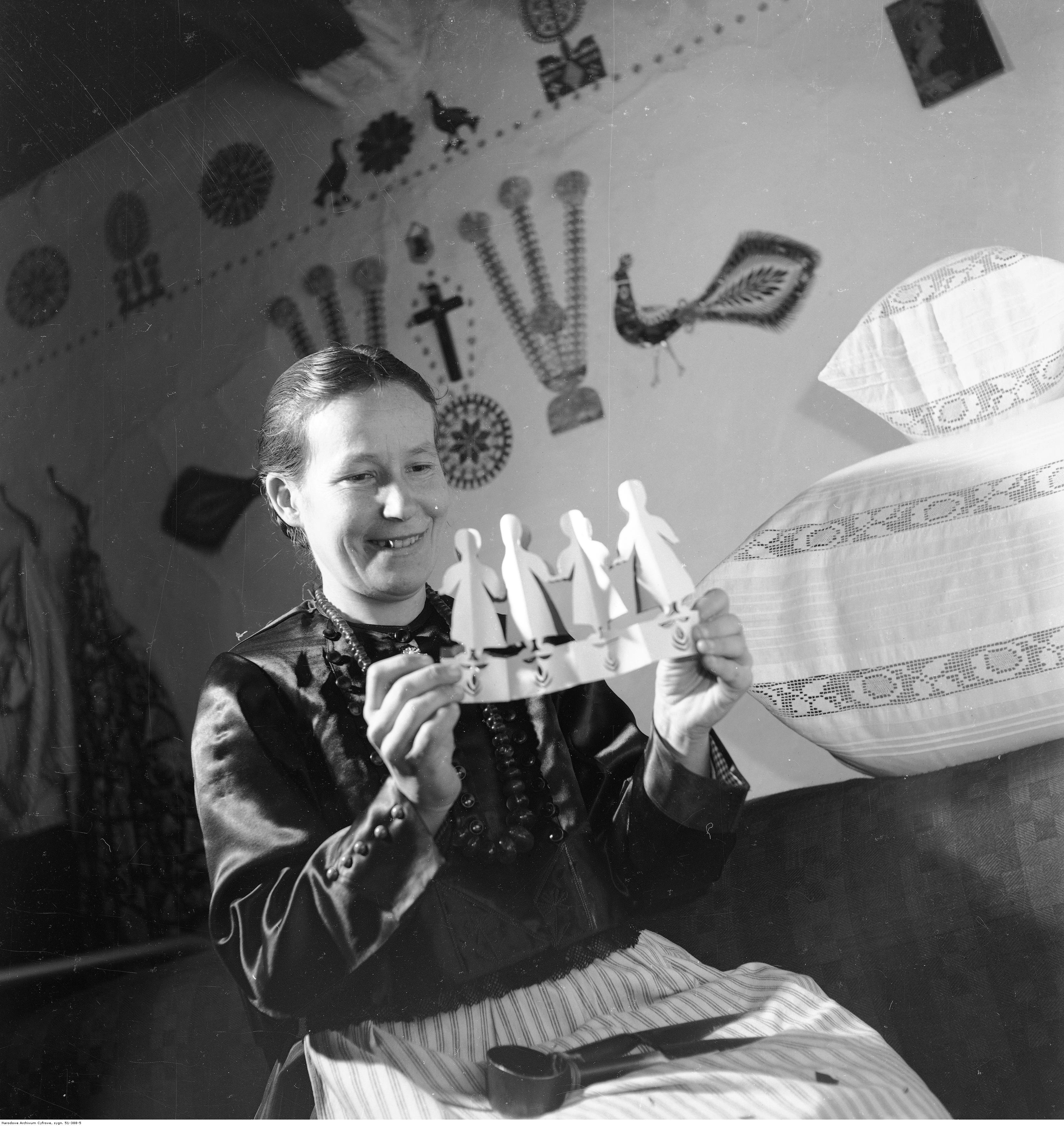
Czesława Konopka, wycinankarka z Puszczy Zielonej

Za początek wycinanki z kolorowego papieru na terenie kurpiowskiej Puszczy Zielonej przyjmuje się połowę XIX wieku. Początkowo wycinanki pojawiły się w okolicach Kadzidła i Myszyńca, najpóźniej w okolicach Kolna. Zwyczaj zaczął zanikać ok. 1930. Etnografka Halina Olędzka twierdziła, że na rozwój wycinanki kurpiowskiej wpływała obecność Żydów w Puszczy Zielonej. Wycinanka żydowska, zdaniem Olędzkiej, była podobna do kurpiowskiej.

Poprawa warunków ekonomicznych w XIX wieku, dostępność surowców i wzorców pozwoliły na rozwój budownictwa drewnianego kurpiowskiej Puszczy Zielonej. Domy kurpiowskie były okazałe i od lat 60. XIX wieku zdobione przedmiotami czysto dekoracyjnymi. Kurpianki dekorowały wnętrza domów m.in. wycinankami. Używając ostrych nożyc do strzyżenia owiec i kawałka papieru, tworzyły miniaturowe dzieła sztuki. Wycinanki z kolorowego papieru, jak również białe firanki z papieru albo bibuły wykonywały kobiety bez względu na wiek: i nastolatki, i młode mężatki, i starsze kobiety. Te ostatnie często stawały się mistrzyniami dla młodszych. 

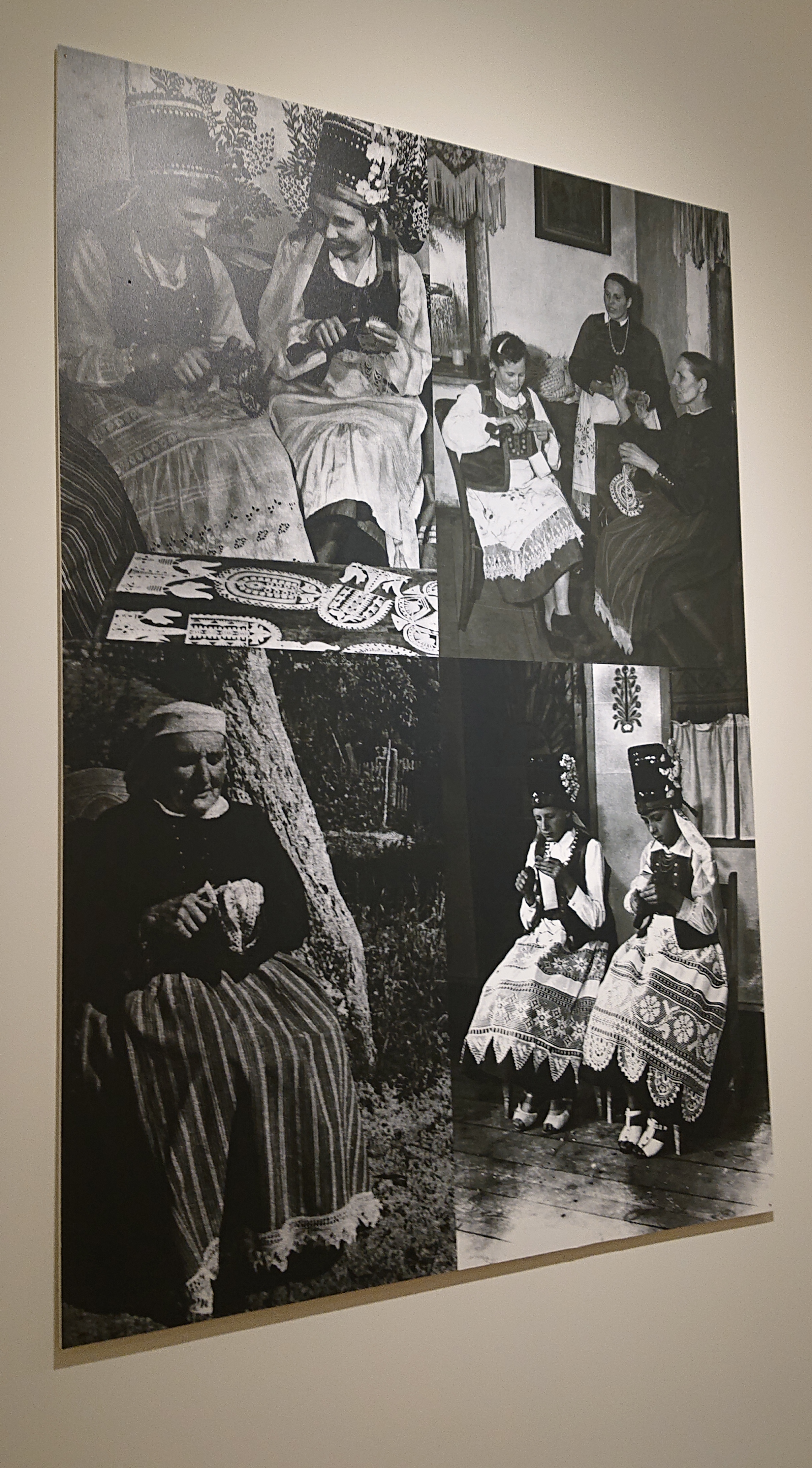
Wycinankarki z Puszczy Zielonej. Zdjęcia z wystawy w Muzeum Kultury Kurpiowskiej w Ostrołęce

Pierwsze wzmianki na temat kolorowej wycinanki na Kurpiach pochodzą z lat 80. XIX wieku. Wiktor Czajewski pisał o firankach wycinanych z papieru. W „Wiśle” z lipca 1886 zamieszczono informację o Kurpiankach wycinających z kolorowych papierów najrozmaitszych figur koni, smoków, kwiatów, dziwacznych jakichś zwierząt, które później przyklejają na ścianach w chałupie obok obrazków ku ozdobie izby mieszkalnej. Na wsi kolorowy glansowany papier produkowany w papierni w Jeziornie pojawił się dzięki wędrownym handlarzom. To wpłynęło na rozwój wycinankarstwa nie tylko w regionie kurpiowskim, ale to właśnie tu sztuka ta bardzo się rozwinęła, a Kurpianki stały się mistrzyniami wycinankarstwa. Kolorowe wycinanki naklejane na ściany w dużej izbie tworzyły dekoracyjny pas. Odbijały się od białych ścian i zwracały uwagę. Dekorowanie chałup wycinankami zaczęło zanikać w latach 20. XX wieku, ale odrodziło się po II wojnie światowej. Był to efekt konkursu i wystawy w Kadzidle w 1948 i późniejszej działalności Cepelii. Nowe formy wycinanek pojawiły się w latach 60. XX wieku, kiedy w tradycyjny kształt gwiazdy, jednej z form wycinanki, zaczęto wkomponowywać ludzkie postaci. Kolejną nową formą stał się tzw. las – duża prostokątna jednobarwna wycinanka tematyczna. 

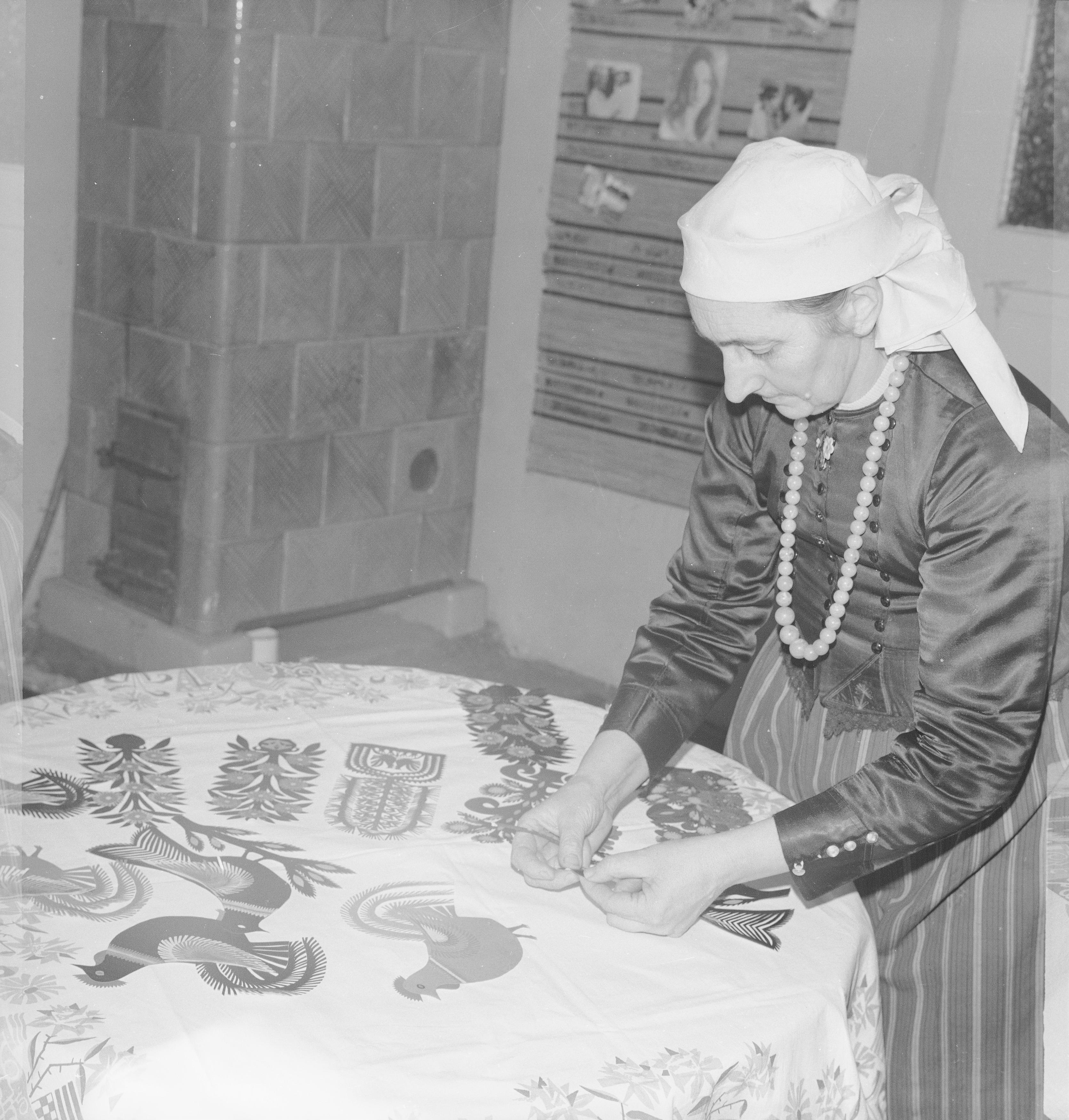
Stanisława Bakuła, wycinankarka z Puszczy Zielonej

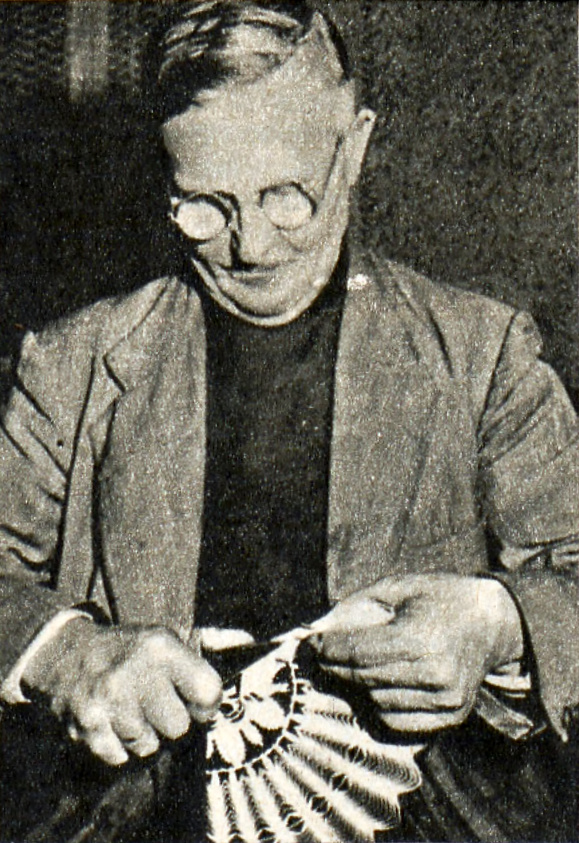
Piotr Puławski z Kadzidła, wycinankarz z Puszczy Zielonej

Wstążki i wycięta ozdobnie bibuła zasłaniające zniszczone ramy obrazów i luster albo uszkodzone krucyfiksy, zauważone na polskich wsiach w I połowie XIX wieku, mogły poprzedzać kolorowe wycinanki. Początkowo na okapie nad kuchnią gospodynie przyklejały ząbki wycięte z białego papieru. Potem pojawiły się firanki z bibuły lub papieru, które poprzedziły właściwe wycinanki. Firanki miały kształt dwóch trójkątów, które parami naklejano w górny róg ramy okna. Inna forma to prostokątny szeroki pas wycięty we wzory, który przyklejano wzdłuż górnej ramy okna. Początkowo wycinano proste geometryczne formy: romby, trójkąty, ząbki, jodełkę. Później pojawiły się półkola i motywy antropo- oraz zoomorficzne (ptaki i leśne zwierzęta). Dekoracje zmieniano po bieleniu i sprzątaniu izby dwa razy w roku: przed Bożym Narodzeniem i Wielkanocą. 

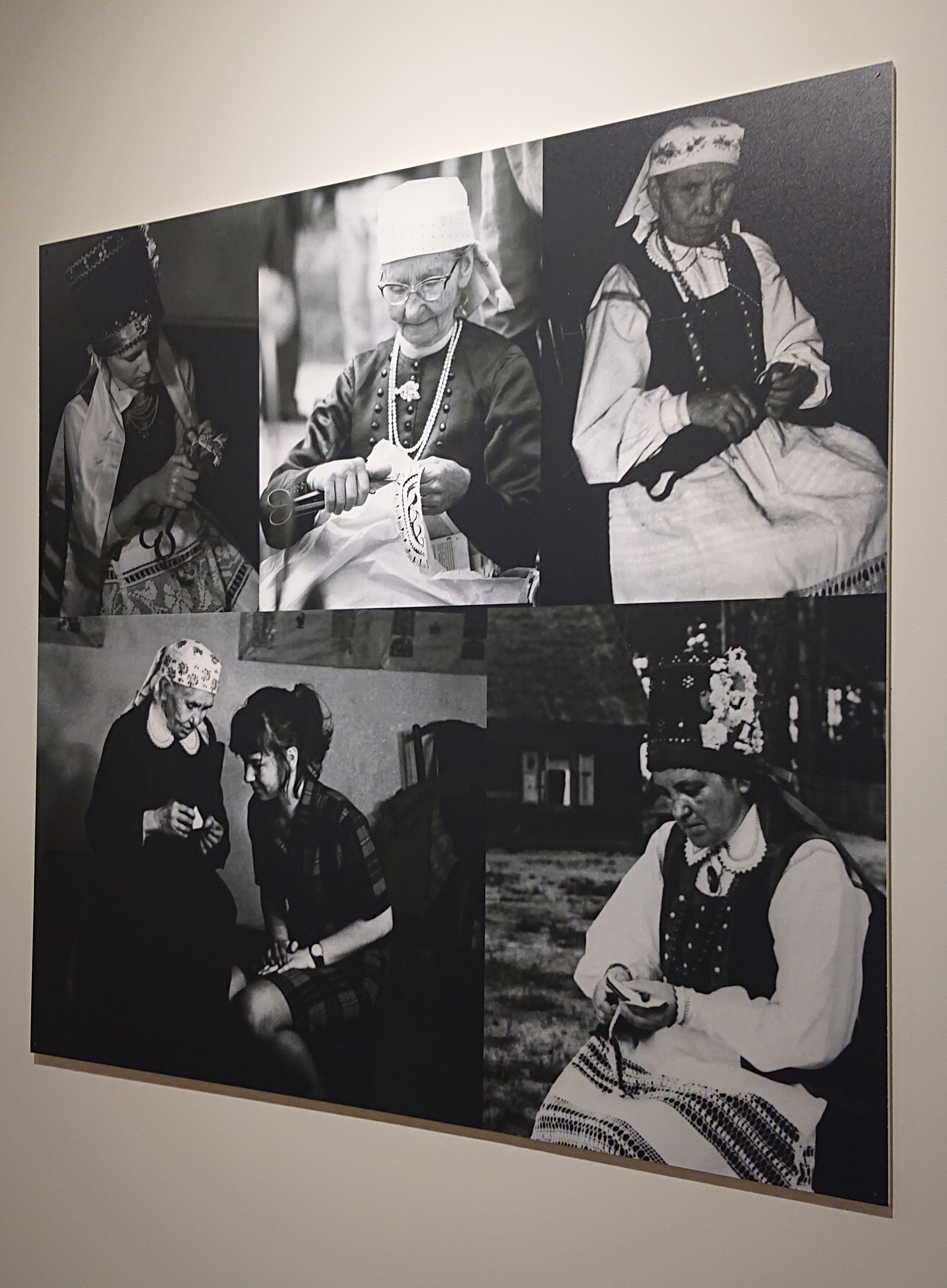
Wycinankarki z Puszczy Zielonej. Zdjęcia z wystawy w Muzeum Kultury Kurpiowskiej w Ostrołęce

Jedną z dwóch klasycznych i charakterystycznych dla Puszczy Zielonej form wycinanki jest leluja – kompozycja symetryczna, pionowa i dwuczłonowa. Dolna i mniejsza część to podstawa, część górna to rozbudowana korona, która może być zamknięta lub otwarta. Często jest zwieńczona elementem zaznaczającym oś symetrii (np. krzyż). Wyróżnia się dwa rodzaje lelui: myszyniecką (cięta grubo, z wzorami geometrycznymi i siatką o romboidalnych i trójkątnych oczkach) oraz kadzidlańską (drobno ciętą, z elementami roślinnymi, zoomorficznymi i antropomorficznymi). Początkowo tworzono leluje w formie 3 gałązek wychodzących z wazonu nierzadko zdobionego naklejanymi kawałkami papieru. Z czasem pojawiały się nowe wzory lelui. Dodatkowo w różnych częściach puszczy pojawiały się różne odmiany lelui. Przykładowo w okolicach Kolna leluje wycinano przeważnie parami. Miały strzępiaste wzory na krawędziach. Współcześnie do tej formy nawiązują wycinanki twórczyń z okolic Łysych. Dawniej w lelujach można było spotkać proste stylizowane motywy roślinne lub geometryczne, czasem postacie ludzkie. Współcześnie dominują rozbudowane i drobno cięte motywy roślinne i zwierzęce. Dawniej leluje typu kadzidlańskiego miały w koronie dwa ornamenty, dziś jest ich więcej.
Ciekawa jest też zauważalna od początku XX wieku leluja trójczłonowa zwana „hostyją” przypominająca monstrancję. Pojawiła się na terenie całej Puszczy Zielonej. Występowały motywy sakralne: aniołki, serca gorejące i świece. Krzyż wieńczący wycinankę wyznaczał oś symetrii. Współcześnie ta forma została zapomniana.
Drugą z odmian wycinanek charakterystycznych dla Puszczy Zielonej są gwiazdy nazywane kółkami. Dawniej tworzono je tak, że nakładano na siebie kilka warstw papieru o kontrastowych barwach, uzupełniając to wyciętą w ażurowy wzór białą bordiurą. Jako wzór dominowała rozchodząca się promieniście od środka siatka z motywami rombów, trójkątów, słupków i jodełki. Takie wycinanki umieszczano na bocznych niebielonych ścianach belek pułapu. Później białe kółka zostały zastąpione przez wycinanki z kolorowego papieru. Ażurowe wycięcia rozciągnięto na całą powierzchnię wycinanki, zrezygnowano z kolorowego zdobienia środka. W jednobarwnych wycinankach rolę tę przejął prostokątny kawałek cynfolii. Potem pojawiły się koła o 16 lub 32 promieniach z drobnym ornamentem ażurowym. Z czasem wzory były coraz drobniejsze i coraz bardziej precyzyjne. Współczesne gwiazdy myszynieckie mają siatki o trójkątnych i romboidalnych oczkach oraz motyw jodełki. Gwiazdy kadzidlańskie są bardziej rozbudowane ornamentalnie (cięta jodełka, linia piórkowata, ornamenty roślinne i zoomorficzne). Niektóre motywy powstawały w konkretnych rodzinach i były przekazywane z pokolenia na pokolenie. W latach 80. XX wieku na środku gwiazdy pojawiły się motywy tematyczne: postać papieża, Matki Bożej, pary kurpiowskie itp. Popularne są także motywy okolicznościowe (chrzest, ślub, rocznica).
Są też wielobarwne wyklejanki sylwetowe, które pokazują zwierzęta albo sceny rodzajowe. W tym typie wycinanki zielonokurpiowskiej pojawiały się pary skierowanych do siebie głowami ptaków (głównie kogutów i pawi). Dawniej nad drzwiami wejściowymi do dużej izby naklejano koguty na drabinie. Na ścianach pojawiały się pawie z profilu z ogonami zdobionymi wieloma warstwami papieru w kontrastowych barwach. Upowszechniły się wizerunki wielobarwnych dudków oraz koni z jeźdźcami zdobione techniką wyklejania. Takie formy pojawiły się na Kurpiach w połowie XX wieku, gdy zyskały zainteresowanie poza puszczą, a chaty już nie były ozdabiane wycinankami. Wycinanki rodzajowe często wyglądają jak malowane obrazy.

### Wycinankarki i wycinankarze z Puszczy Zielonej
- Stefania Samsel i Waleria Brodzik z Myszyńca-Browar[32][26];
- Stefania Chorążewicz i Bronisława Samsel z Myszyńca Starego[26][33];
- Anna Kordecka z Myszyńca;
- Eleonora Krystian z Brzozówki;
- Helena Fąk i Franciszka Deptuła z Czarnotrzewia;
- Rozalia Skrodzka ze Świdwiborka;
- Rozalia Polak, Florentyna Śmietka, Anna Majewska, Marianna Bałdyga, Czesława Marchewka, Wiesława Bogdańska, Halina Pajka i Piotr Puławski z Kadzidła;
- Władysława Warych z Wachu;
- Antonina Kuliś z Jazgarki;
- Apolonia Nowak z Piaseczni;
- Franciszka Kulas z Antoni;
- Stefania Konopka, Maria Chrostek, Rozalia Jeziorkowska, Czesława Konopka i Aleksandra Oślicka z Tatar;
- Genowefa Pabich z Krobi;
- Stanisława Niedźwiedzka z Baby[34][35];
- Ewa Rydel z Charciabałdy;
- Władysława Staśkiewicz[26];
- Marianna Murzyn i Czesława Samsel z Zalesia[36][37];
- Czesława Kaczyńska i Rozalia Prusaczyk z Dylewa[38];
- Anna Ropiak z Myszyńca Starego[39] i jej synowie: Lucjan, Krzysztof[37] i Stanisław[39][./Wycinanka_kurpiowska#cite_note-CITEREFSamselDul2020126-39 [39]][40];
- Franciszka Kowalczyk z Wykrotu[41];
- Marianna Pac z Pełt[42];
- Stanisława Bakuła[43], Stanisława Olender[44], Maria Ceberek[45], Henryka Olender, Stanisława Staśkiewicz[34], Cecylia Staśkiewicz, Wincenty Staśkiewicz[46] i Stanisława Dawid ze Strzałek[47];
- Genowefa Bączek z Gleby;
- Anna Ceberek z Zalasu;
- Wiesława Chaberek z Lelisu;
- Zofia Samul z Dębów[48];
- Maria Łaszczych[49].

### Galeria

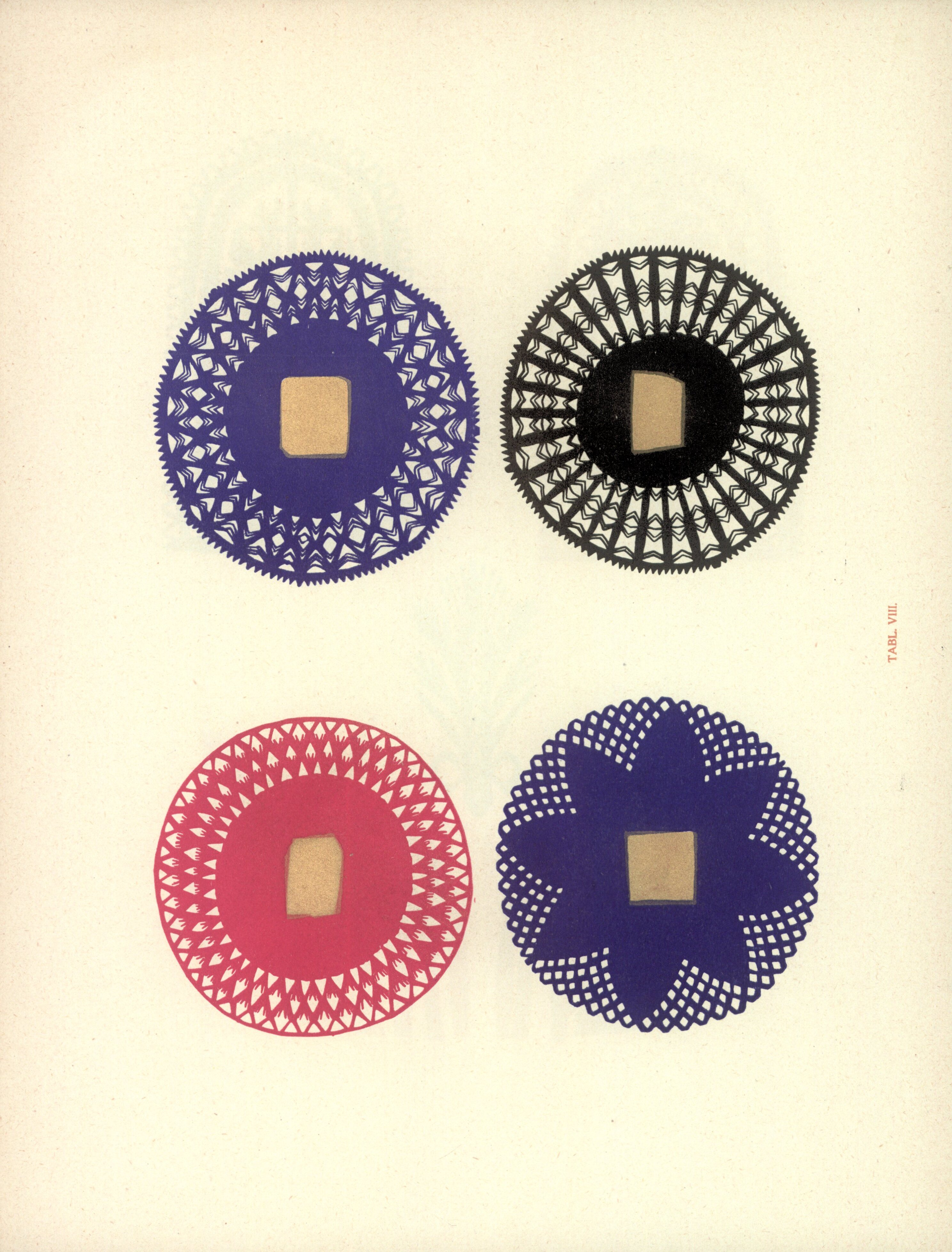
Jedne z najstarszych form gwiazd z Puszczy Zielonej
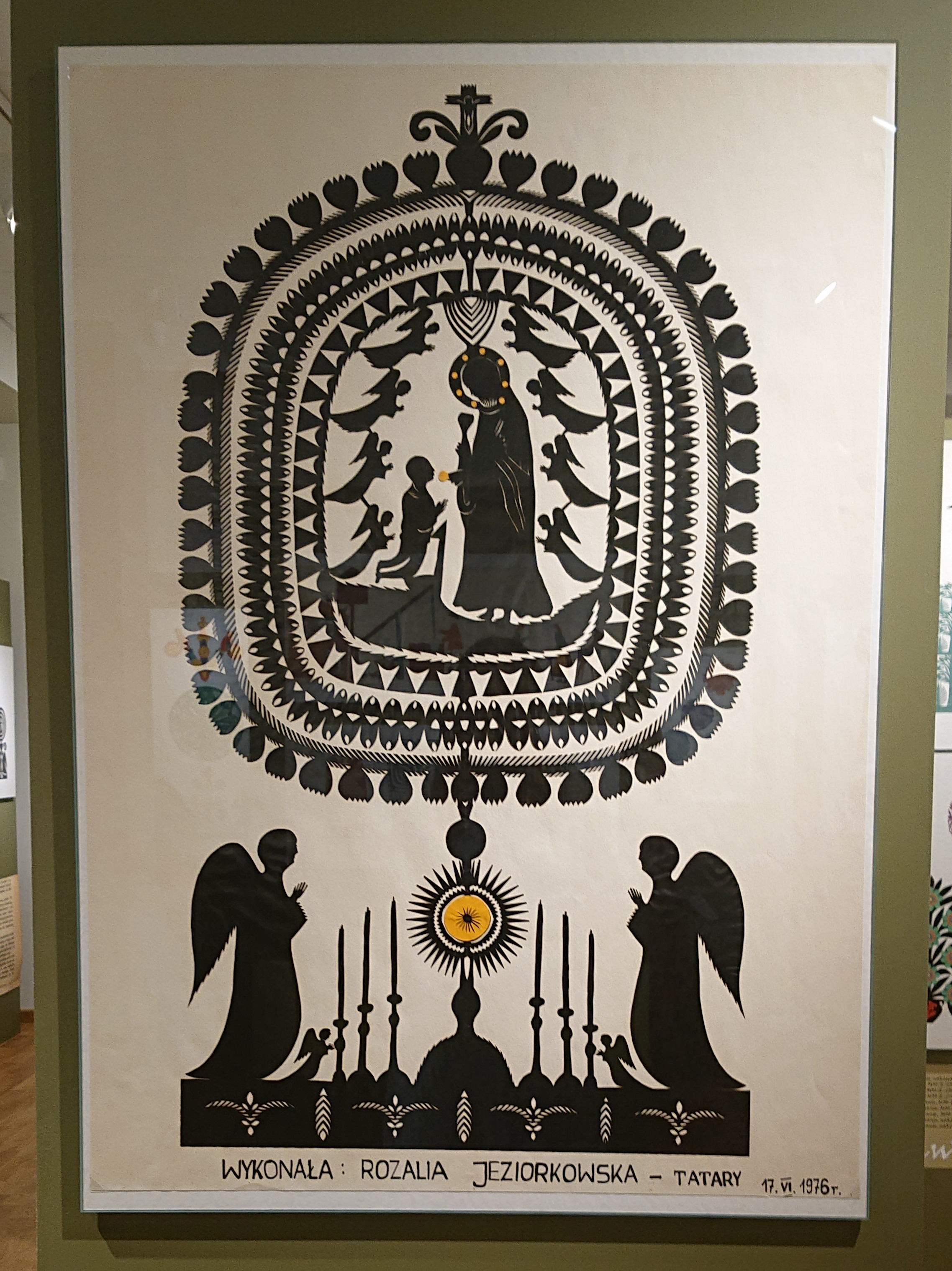
Wycinanka typu monstrancja autorstwa Rozalii Jeziorkowskiej, Muzeum Kultury Kurpiowskiej w Ostrołęce
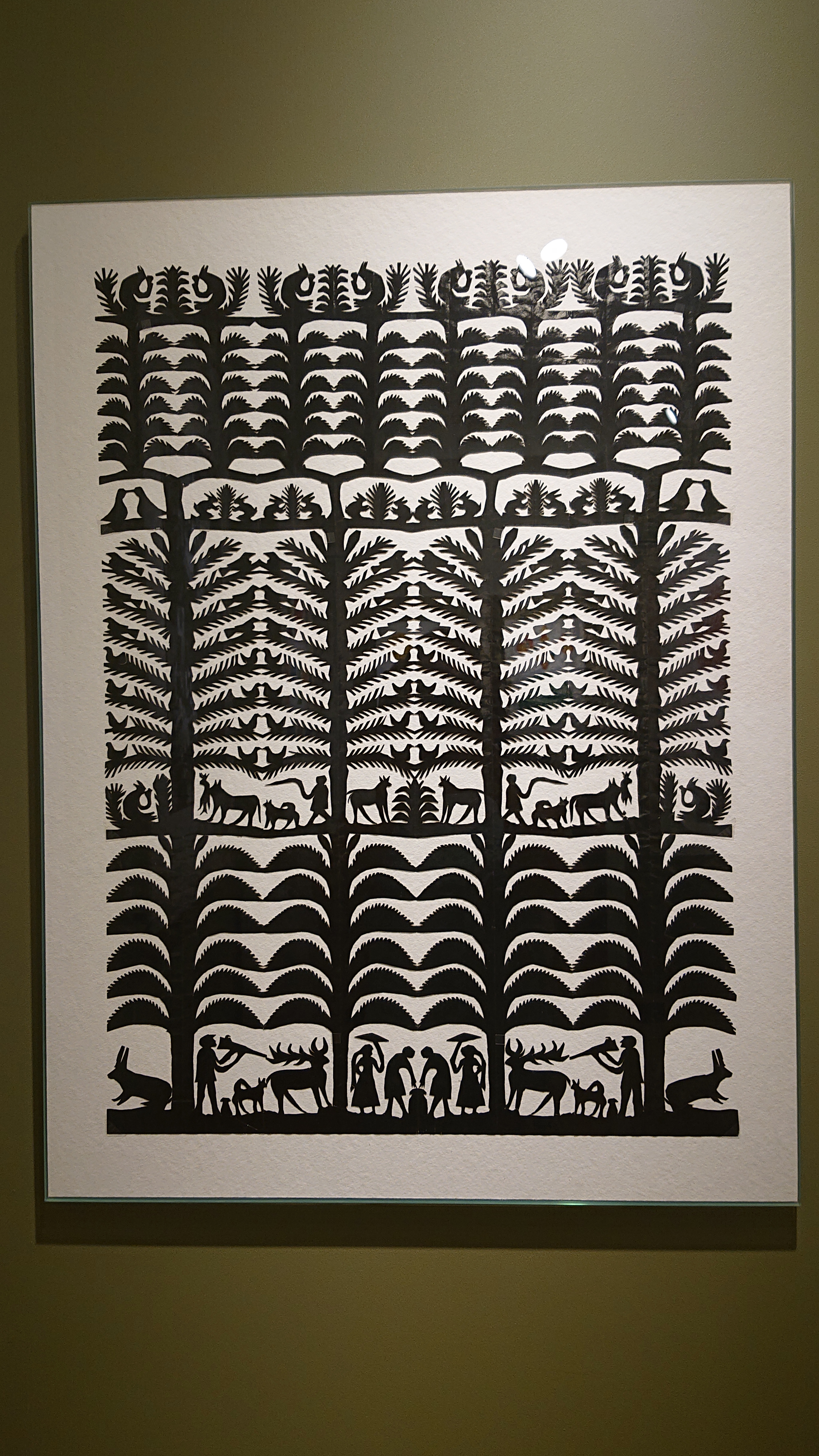
Wycinanka typu las autorstwa Marianny Bałdygi, Muzeum Kultury Kurpiowskiej w Ostrołęce
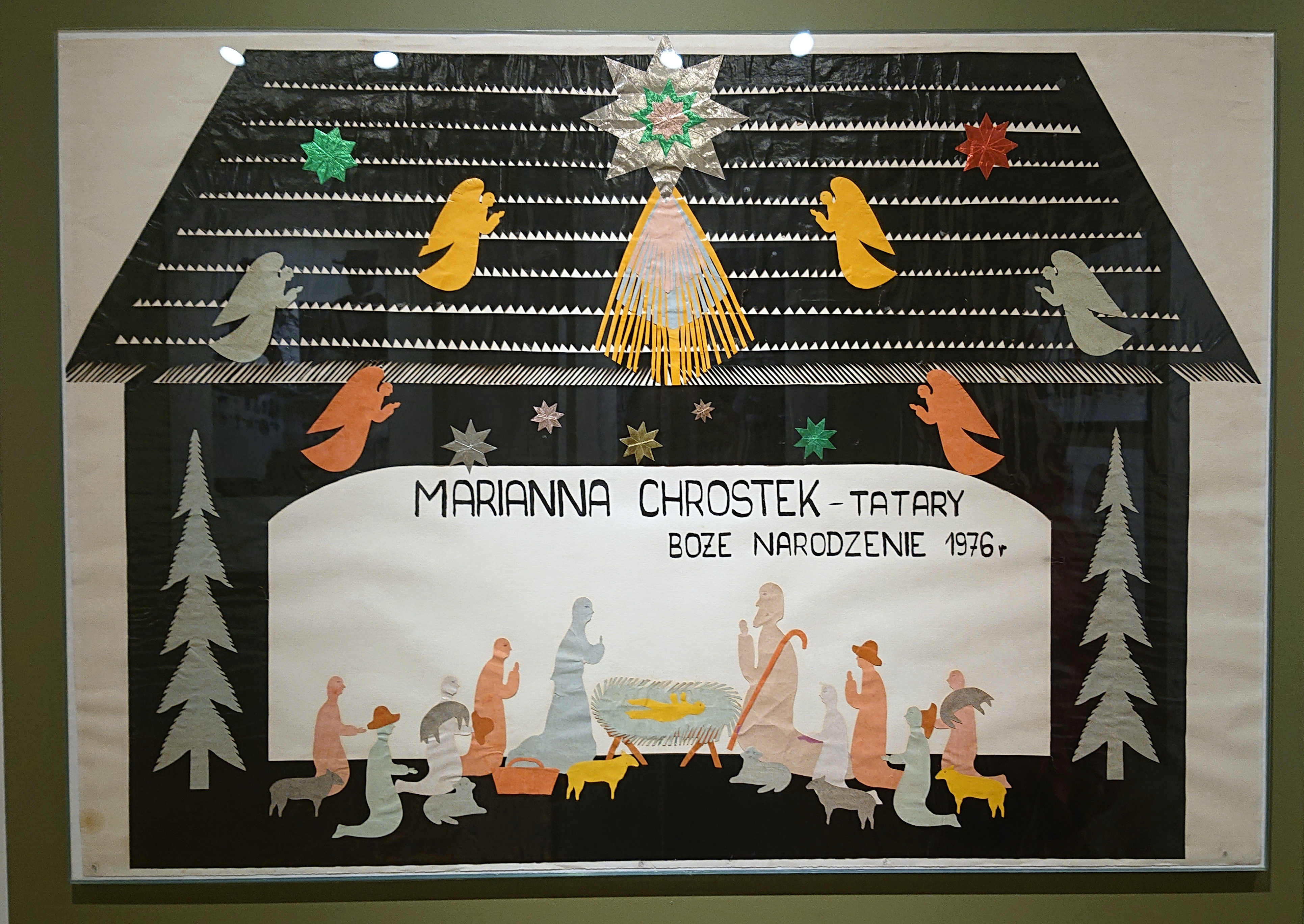
Wycinanka autorstwa Marii Chrostek, Muzeum Kultury Kurpiowskiej w Ostrołęce
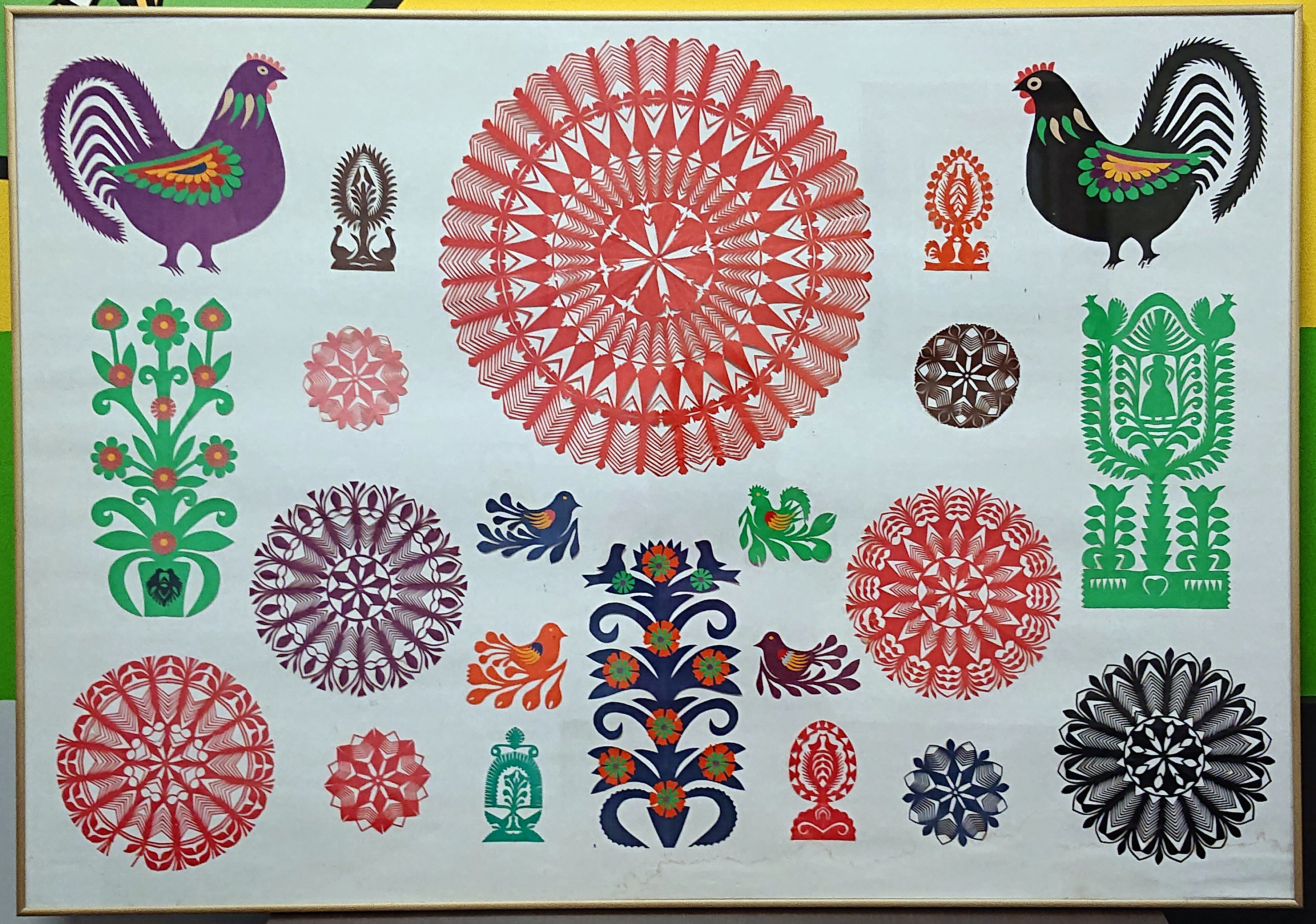
Zestaw wycinanek z Puszczy Zielonej wykonanych w Kadzidle w 1985
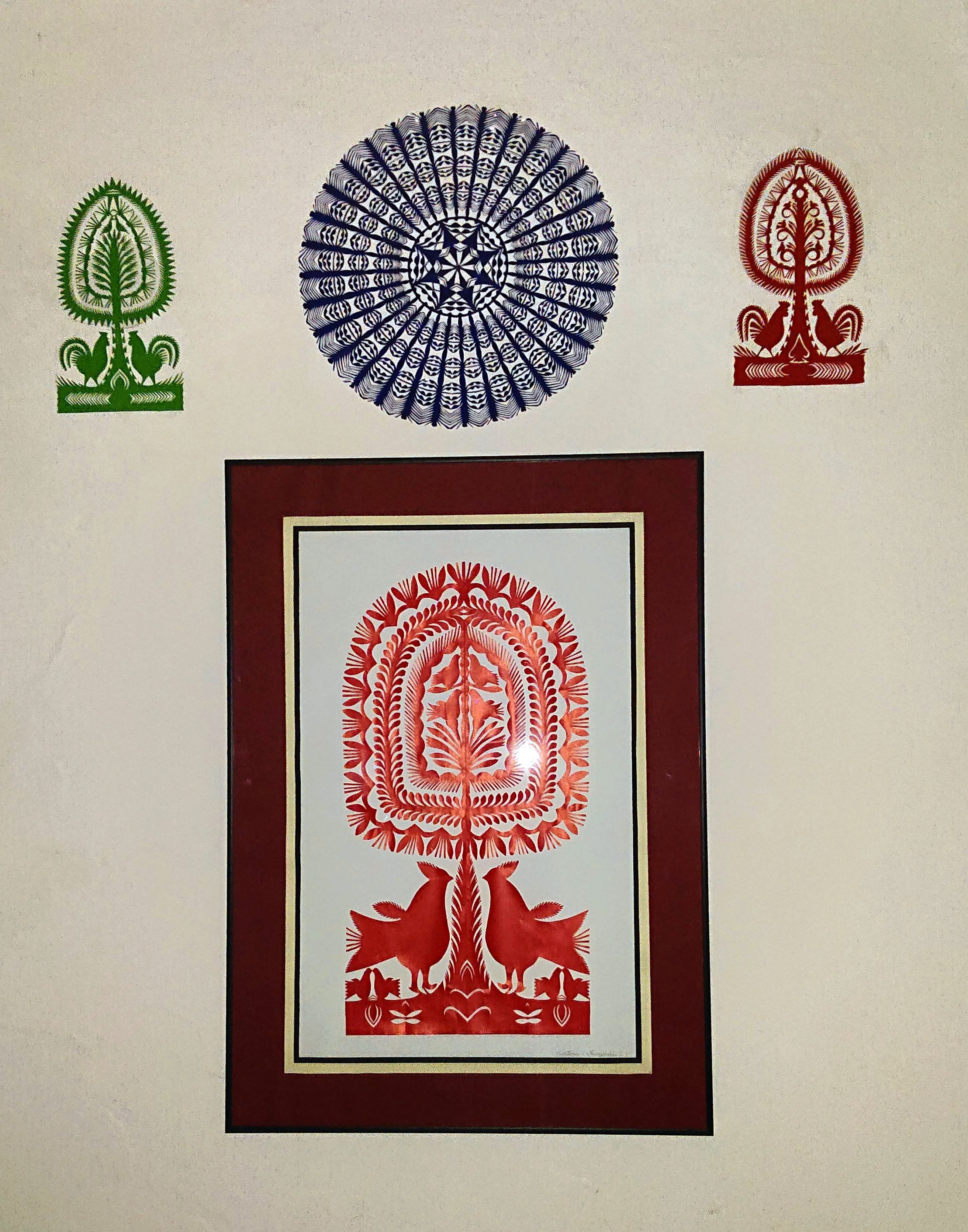
Wycinanki Haliny Pajki (leluje i gwiazdy na górze) oraz Czesławy Kaczyńskiej (leluja w ramce)
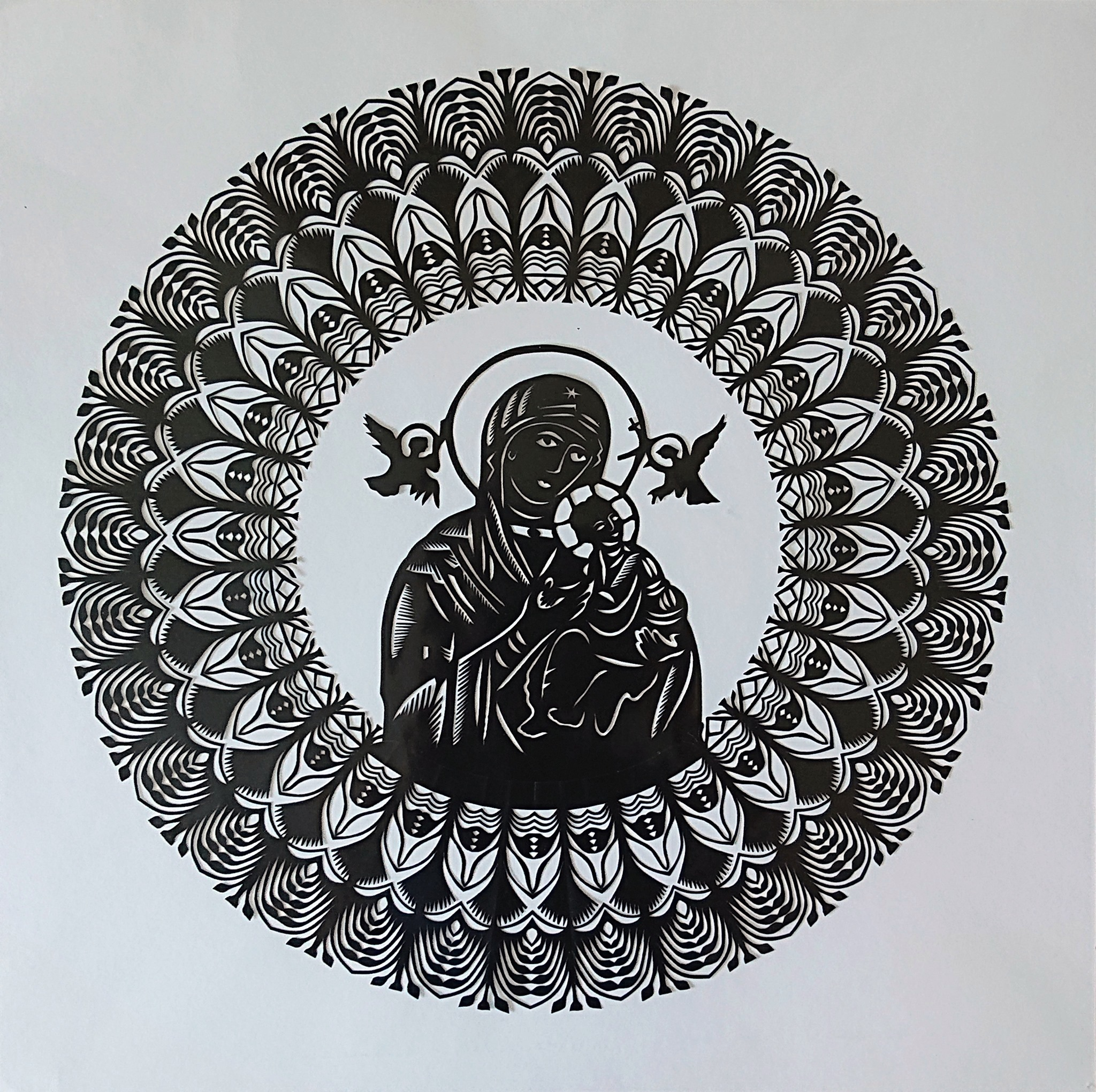
Wycinanka gwiazda autorstwa Wiesławy Bogdańskiej

## Wykorzystanie

### Pocztówki
W 1910 Zakład Fotochemiczny B. Wierzbickiego wydał pocztówki z wzorami wycinanek kurpiowskich z powiatu przasnyskiego zgromadzonymi w Muzeum Etnograficznym w Warszawie. Witold Jurgielewicz i Tadeusz Pruszkowski, artyści związani ze Szkołą Sztuk Pięknych w Warszawie, po poznaniu zbiorów Towarzystwa Polska Sztuka Stosowana w 1905 zaprojektowali serię pocztówek inspirowanych wycinanką kurpiowską i łowicką.
W latach 30. XX wieku Polskie Towarzystwo Krajoznawcze wydało serię widokówek z wycinankami kurpiowskimi autorstwa m.in. Piotra Puławskiego, Stanisławy Konopki, Stanisławy Bakuły, Stanisławy Staśkiewicz, Marianny Pac, Anny Kordeckiej, Stefanii Chorążewicz, Marii Ceberek oraz Czesławy Konopki.
Po II wojnie światowej wycinanki z Puszczy Białej i Zielonej umieszczano na zwykłych widokówkach oraz kartkach świątecznych. W latach 60. XX wieku Polskie Towarzystwo Krajoznawcze wydało pocztówki z wycinankami Katarzyny Rudnickiej z Puszczy Białej.

Współcześnie organizowane są konkursy na pocztówki z motywem wycinanki kurpiowskiej z Puszczy Zielonej i Puszczy Białej. Organizatorami są m.in. samorząd gminy Kadzidło, Centrum Kultury Kurpiowskiej im. ks. Mieczysława Mieszki w Kadzidle, Związek Kurpiów i Miejskie Centrum Kultury i Sztuki w Pułtusku.

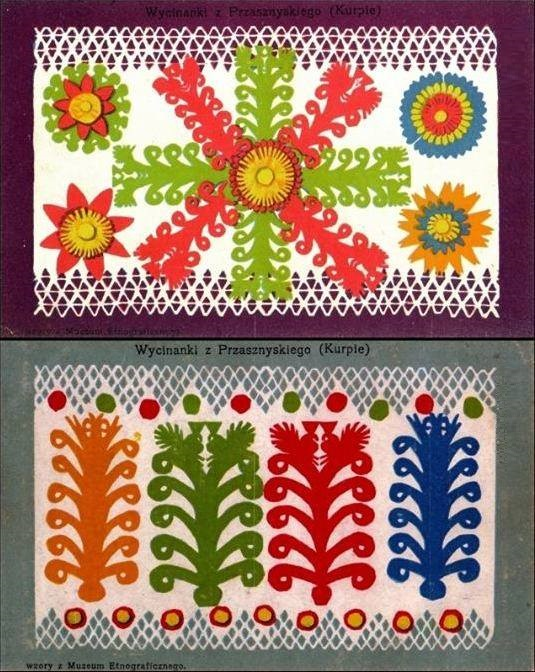
Pocztówki z wycinankami kurpiowskimi z powiatu przasnyskiego wydane przez Zakład Fotochemiczny B. Wierzbickiego, 1910
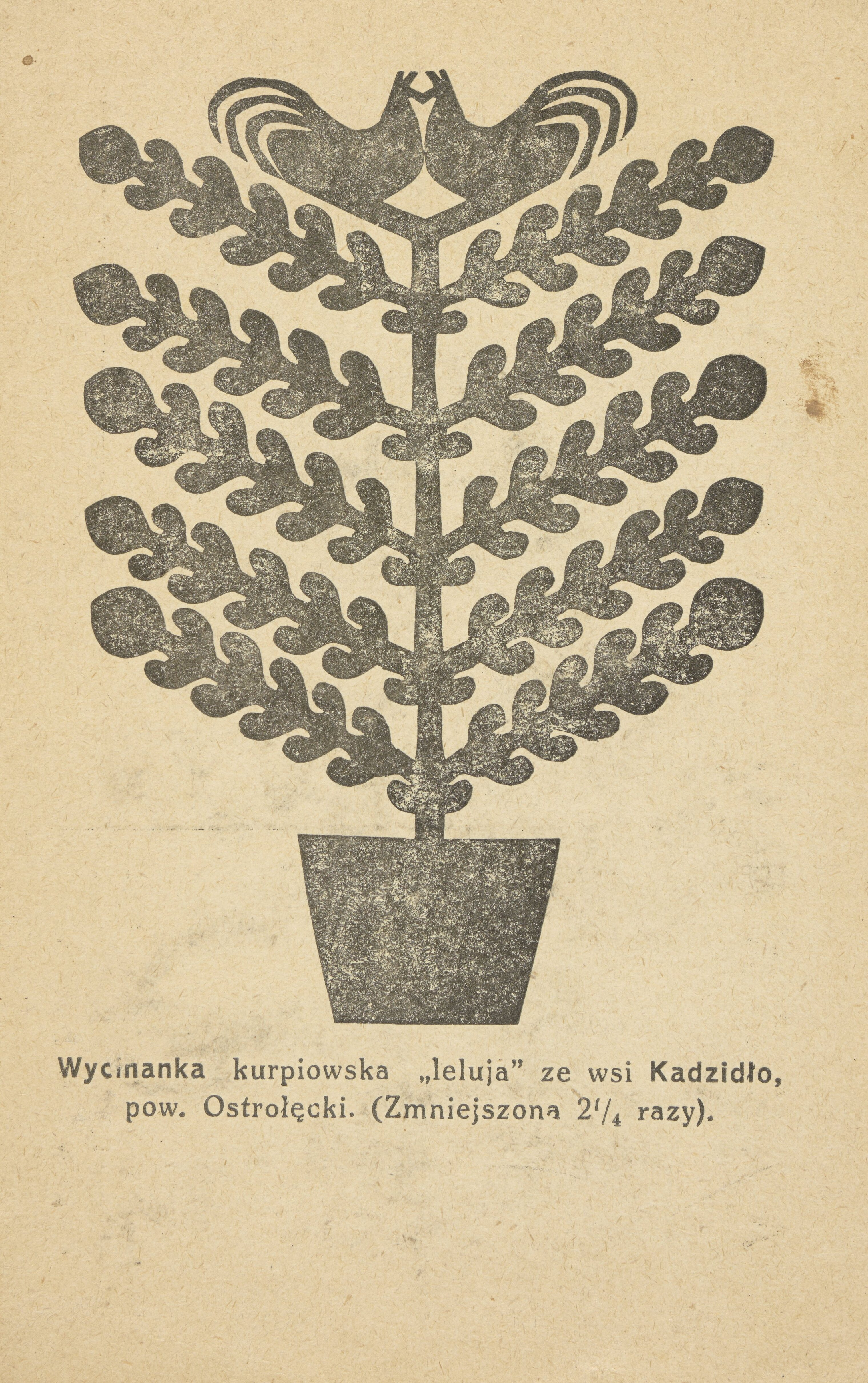
Pocztówka z lelują z Kadzidła wydana w Nowogrodzie przez Oddziału Kurpiowski Polskiego Towarzystwa Krajoznawczego (1930–1933)
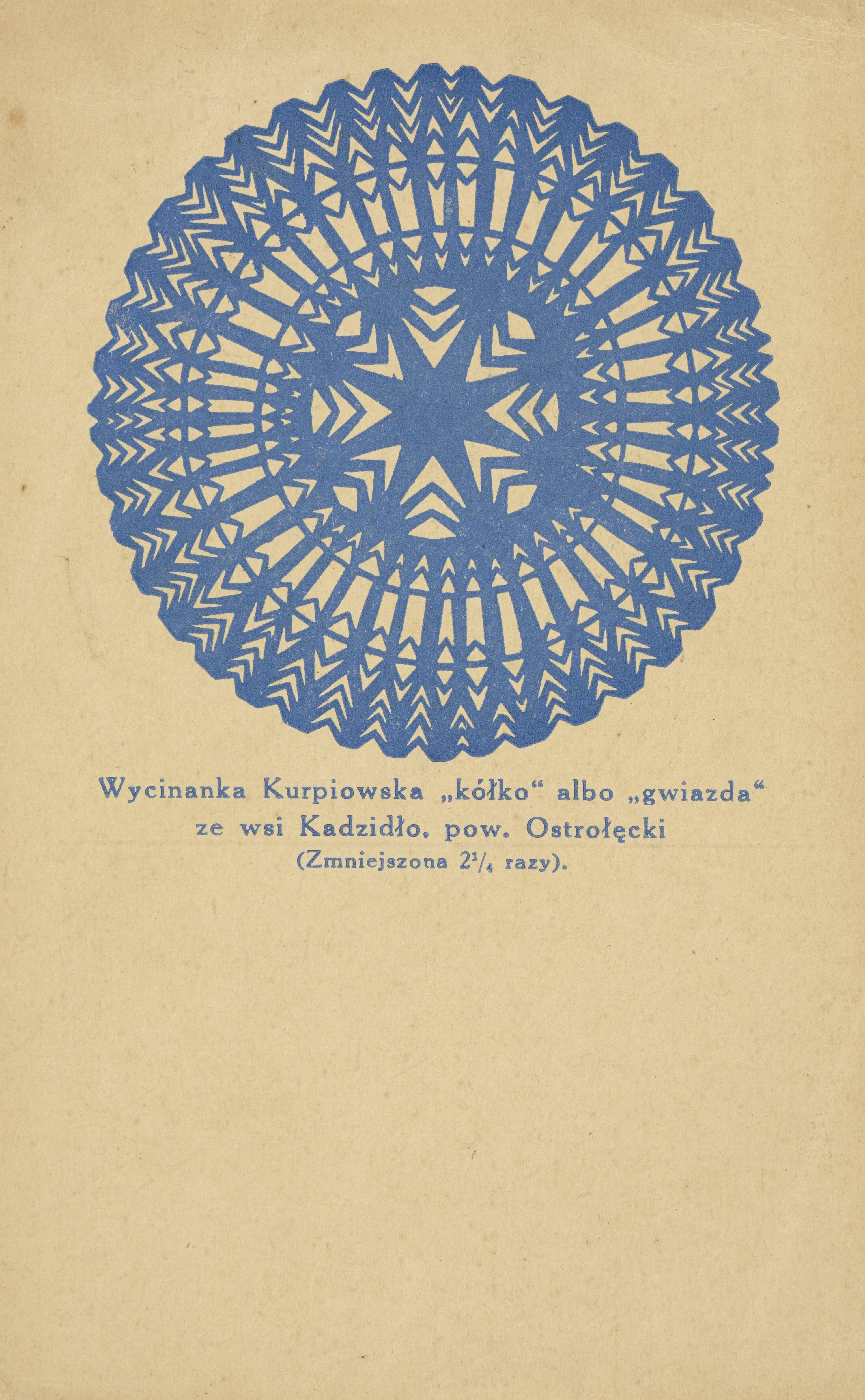
Pocztówka z gwiazdą z Kadzidła wydana w Nowogrodzie przez Oddziału Kurpiowski Polskiego Towarzystwa Krajoznawczego (1933)
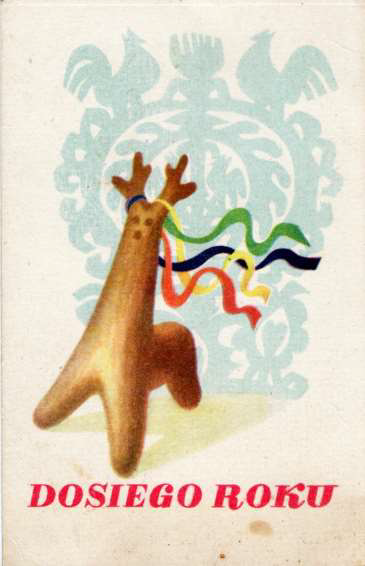
Pocztówka noworoczna z byśkiem i wycinanką kurpiowską z Puszczy Zielonej, 1951
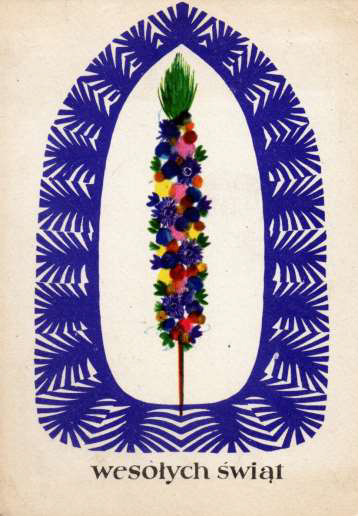
Pocztówki wielkanocna z wycinanką kurpiowską i palmą z Puszczy Zielonej, 1967
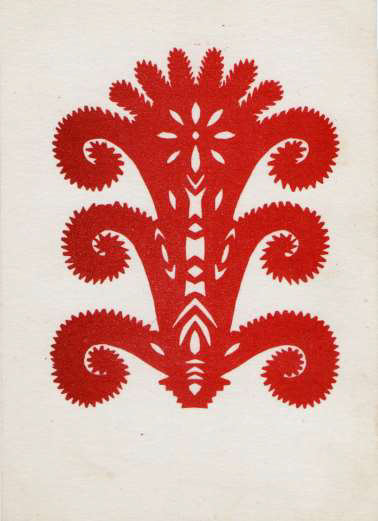
Pocztówka z zielkiem, wycinanką wykonaną przez Katarzynę Rudnicką z Puszczy Białej, lata 60. XX wieku
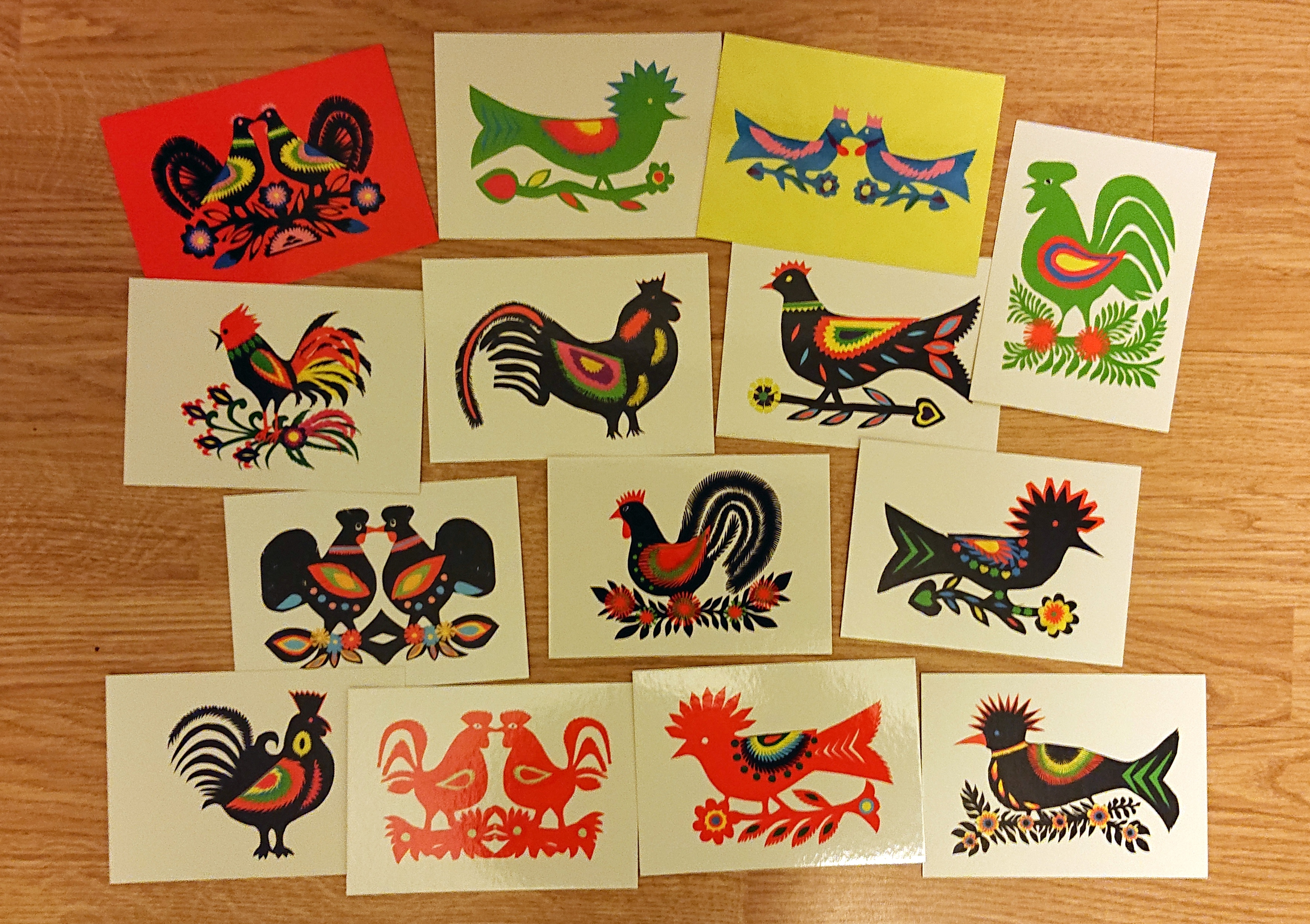
Pocztówki wydane przez Urząd Gminy Kadzidło z pracami dzieci i młodzieży wyróżnionymi w konkursie „Wycinanka kurpiowska” (2022)

### Kolekcje muzealne, konkursy i wystawy

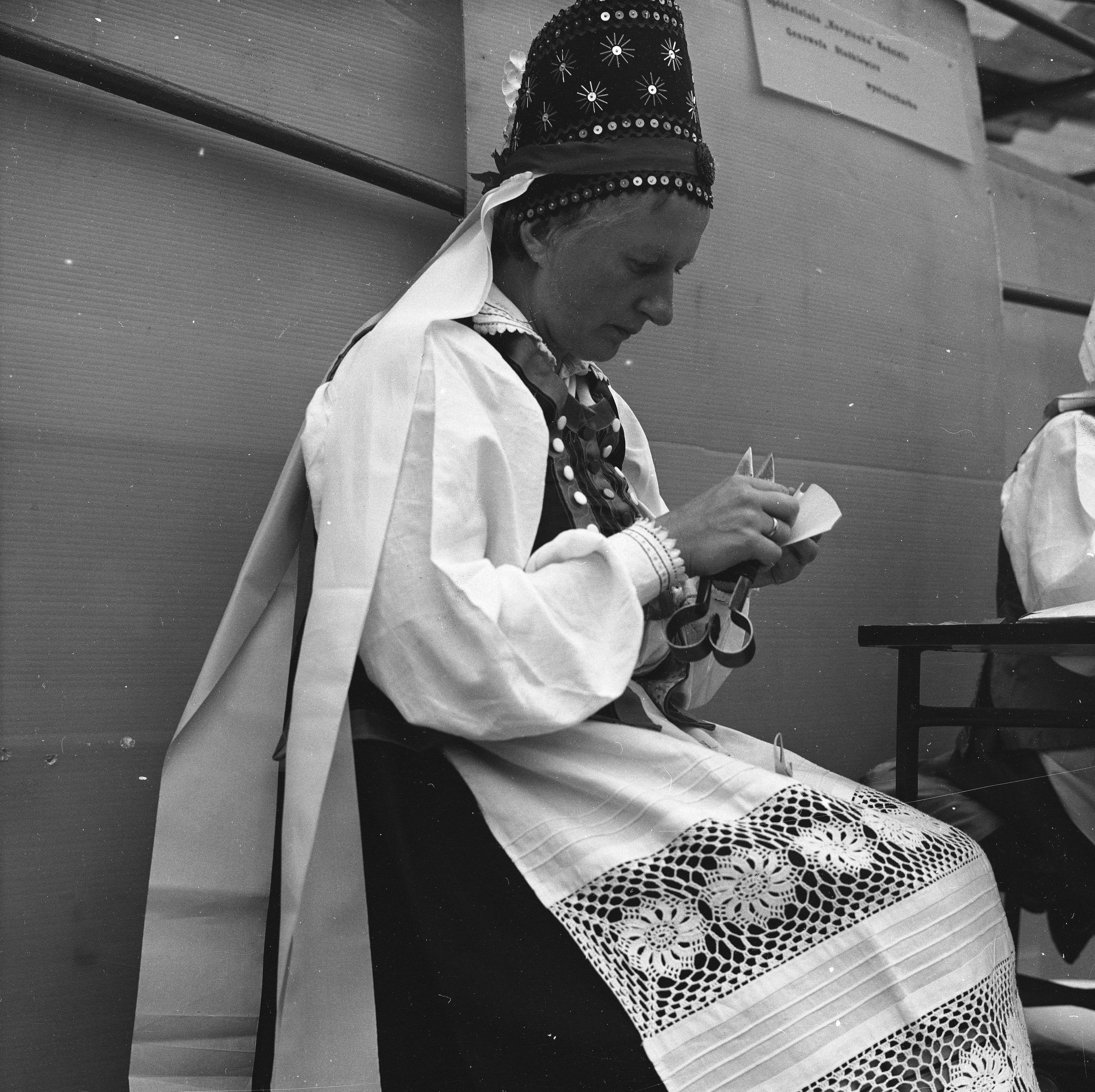
Stanisława Marchewka, wycinankarka z Puszczy Zielonej, podczas Święta „Trybuny Ludu” na pl. Defilad w Warszawie, 1977

W 1902 w krakowskich Sukiennicach, a potem w warszawskiej Zachęcie zorganizowano wystawę, na której można było zobaczyć m.in. wycinanki z Puszczy Zielonej i Białej. W latach 1902–1903 członkowie Towarzystwa Polska Sztuka Stosowana zebrali kolekcję wycinanek kurpiowskich. W 1923 Seweryn Udziela wydał katalog wycinanek kurpiowskich i łowickich ze zbiorów towarzystwa. W 1967 zostały przekazane z Akademii Sztuk Pięknych w Krakowie do Muzeum Etnograficznego w Krakowie.

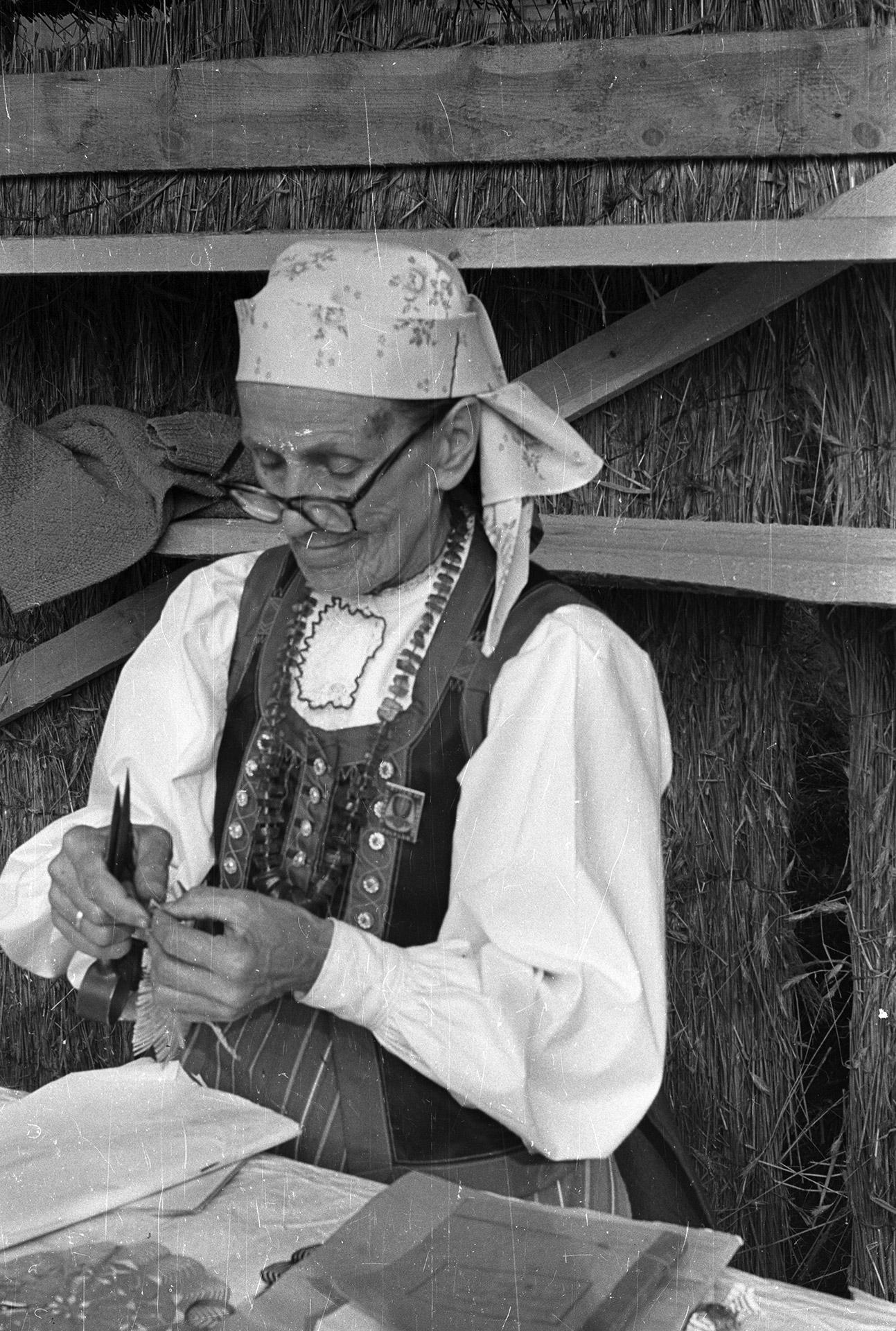
Rozalia Prusaczyk, wycinankarka z Puszczy Zielonej, na Jarmarku Folklorystycznym w Bytowie, 1974

Muzeum Przemysłu i Rolnictwa w Warszawie przed I wojną światową gromadziło wycinanki kurpiowskie z Puszczy Zielonej.
Przed 1914 i w międzywojniu wycinanki z Puszczy Zielonej (szczególnie z okolic Myszyńca) kolekcjonował Karol Tchorek, choć jego pierwsze zbiory pochodziły z Puszczy Białej (wielobarwne zielka i wycinanki figuralne z tańczącymi parami). W końcu lat 20. XX wieku Tchorek jako wysłannik Reprezentacji Towarzystwa Przemysłu Ludowego kupował na Kurpiach wycinanki, które miały trafić na Powszechną Wystawę Krajową w Poznaniu (1929). Rzeczywiście na wystawie, w jednej z sal poświęconej etnografii Polski, znalazły się wycinanki z Puszczy Zielonej. Dodatkowo harcerze z regionu, obecni na dwutygodniowym obozie harcerskim w lipcu 1929 pod Poznaniem, zbudowali wioskę kurpiowską. W chatach na ścianach naklejono kurpiowskie wycinanki. Na bramie prowadzącej do obozu harcerze z Przasnysza umieścili wycinanki kurpiowskie. Formą przygotowania dla wystawy w Poznaniu była ekspozycja otwarta 4 lipca 1929 w Pułtusku. Wystawa dostępna przez miesiąc prezentowała dorobek regionu kurpiowskiego i pułtuskiej części Mazowsza. Można było zobaczyć m.in. wycinanki z Puszczy Białej i przasnyskiej części Puszczy Zielonej.
Przed 1914 Jadwiga Wierniewicz z Obrytego kolekcjonowała wycinanki z Puszczy Białej. Na wystawie Praca kobiet w Kaliszu została nagrodzona za eksponaty zebrane od Kurpiów Białych. Kolekcjonerem wycinanek z Puszczy Zielonej był też Adam Chętnik. Jego kolekcja znajduje się w zbiorach Muzeum Północno-Mazowieckiego w Łomży. Jest to ok. 150 przed- i powojennych wycinanek z Puszczy Zielonej ofiarowanych muzeum w 1994 przez spadkobierców Chętnika. Ponad 200 wycinanek zebrał ks. Władysław Skierkowski. Zgromadzono je w Muzeum Mazowieckim w Płocku. W Dziale Etnografii przechowywane są wycinanki zarówno z Puszczy Zielonej, jak i Białej. 

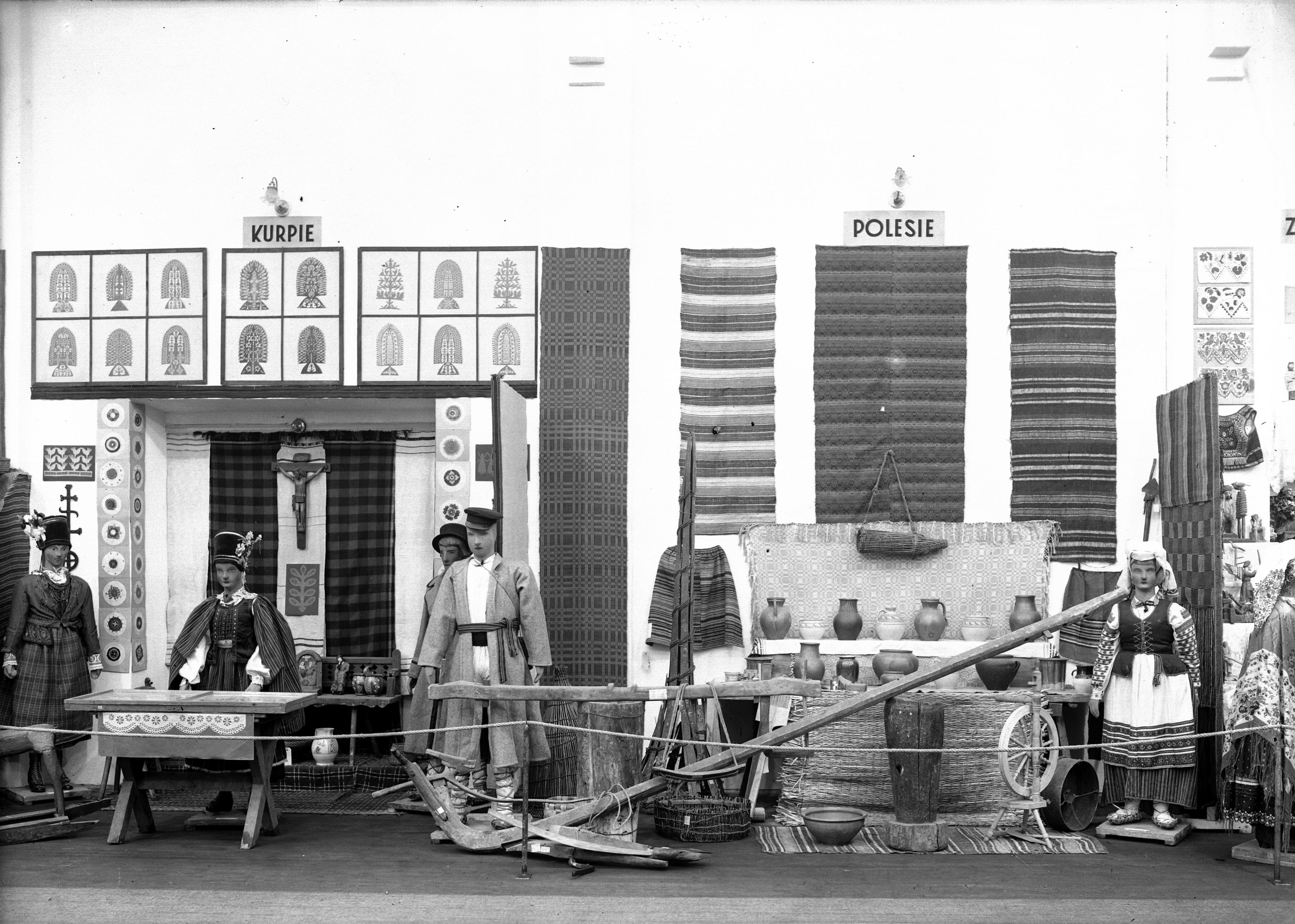
Wystawa etnograficzna w Krakowie (1931), po lewej wycinanki z Puszczy Zielonej

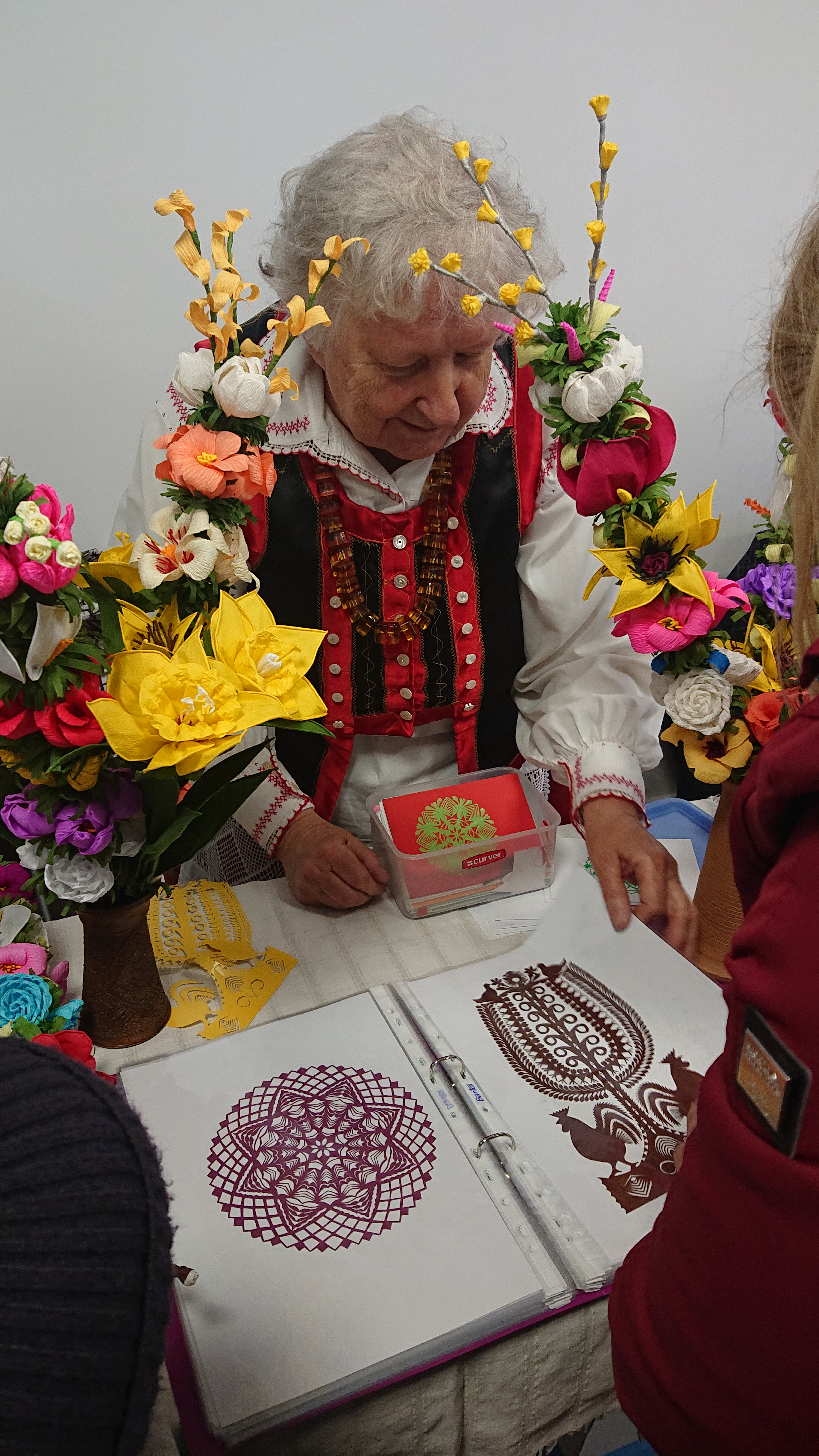
Czesława Marchewka podczas kiermarszu na konkursie Palmy Kurpiowskiej w Łysych, 2022

W 1945 Karol Tchorek przeznaczył ponad 300 wycinanek (głównie z Myszyńca i okolic) na wystawę, którą otwarto 15 sierpnia 1945 w Salonie Sztuki Nike przy Marszałkowskiej 63 w Warszawie. Była to pierwsza ekspozycja w salonie. W 2022 Muzeum Kultury Kurpiowskiej otrzymało w depozyt spuściznę Tchorka obejmującą 322 wycinanki z Puszczy Zielonej i Białej. 
W 1948 w Kadzidle odbył się pierwszy po II wojnie światowej konkurs kurpiowskiej sztuki ludowej. Zorganizowało go Ministerstwo Kultury i Sztuki, zapraszając do udziału twórców i twórczynie z Puszczy Białej i Puszczy Zielonej. Konkurs ten wpłynął na odrodzenie wycinanki na Kurpiach. W 1949 w Pułtusku zaprezentowano wystawę Kurpiowska sztuka ludowa, na której można było zobaczyć wycinanki z obu puszcz kurpiowskich.
Regularnie organizowano wystawy, na których prezentowano wycinankę kurpiowską, np. w 1923 i 1961 w Zachęcie. W 1972 Powiatowy Komitet Kultury i Sztuki w Ostrołęce zorganizował wystawę Współczesna sztuka ludowa Puszczy Zielonej.
W końcu lat 40. i na początku lat 50. XX wieku kolekcję wycinanek m.in. z Puszczy Zielonej i Białej zebrał Aleksander Błachowski. Współcześnie są w posiadaniu Muzeum Etnograficznego w Toruniu. Od 1958–1959 wycinanki z Puszczy Zielonej zaczął zbierać Bernard Kielak. Wycinanki z Puszczy Zielonej i Białej od lat 80. XX wieku gromadzi Waldemar Krzyżewski, twórca i współwłaściciel Muzeum Weterynarii w Przasnyszu.

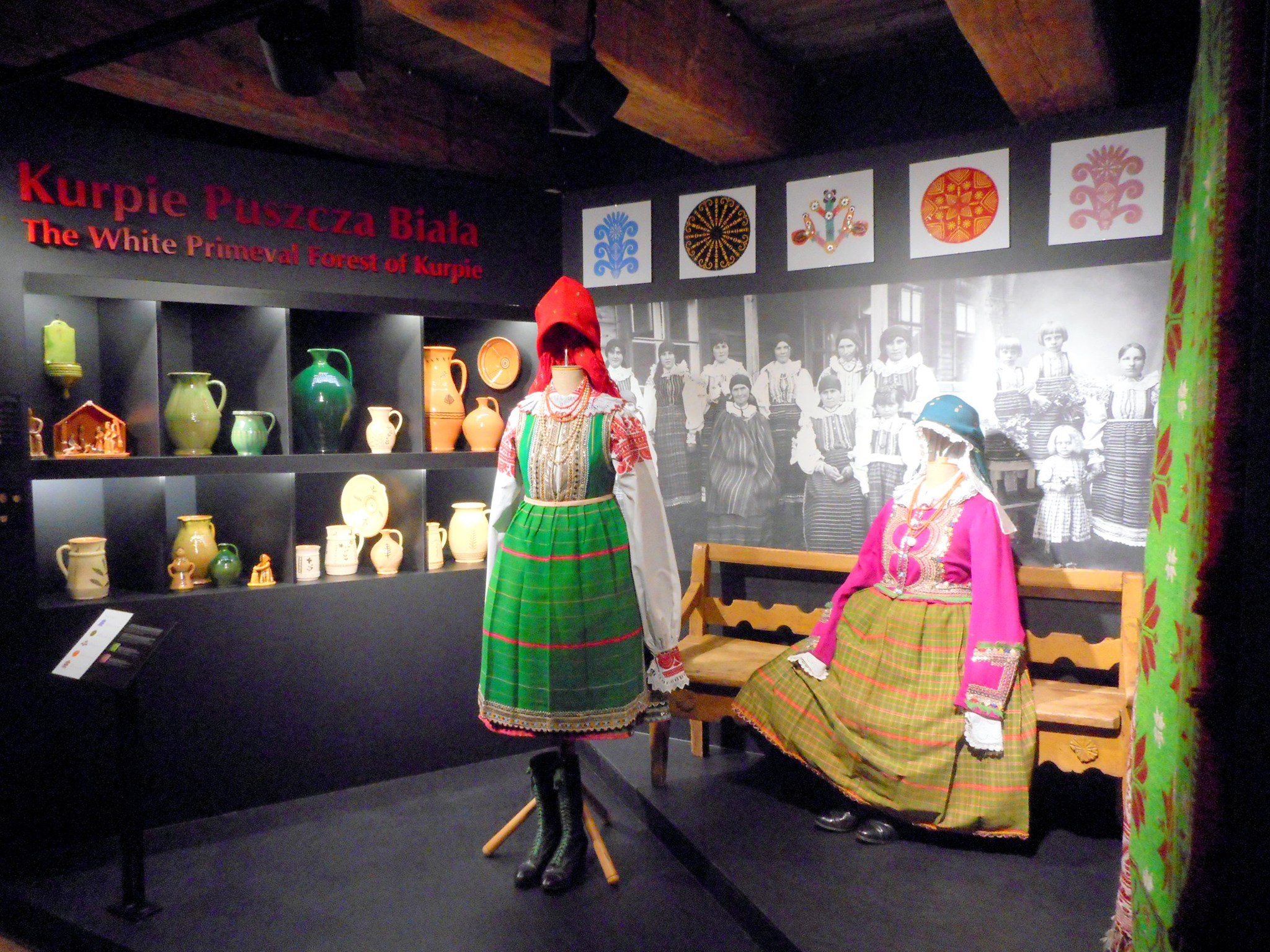
Wycinanki białokurpiowskie na ekspozycji w Muzeum Mazowieckim w Płocku

W latach 60. XX wieku na potrzeby Wydziału Kultury Wojewódzkiej Rady Narodowej w Warszawie zebrano 30 wycinanek z Puszczy Zielonej. Działaniem zajął się Antoni Śledziewski, instruktor ds. sztuki ludowej i folkloru we wspomnianym urzędzie. Kulturoznawca zetknął się z kurpiowską wycinanką w 1955, kiedy z Kadzidła i Myszyńca na własne potrzeby przywiózł kilkanaście leluj, gwiazd, kogutów, gołębi i pawi. Śledziewski zorganizował wystawę, którą przez rok pokazywano w placówkach kultury w całym województwie warszawskim. Prezentowano wówczas prace Anny Kordeckiej, Rozalii Skrodzkiej i Czesławy Konopki. Kolejne wycinanki Śledziewski zgromadził podczas konkursów, w których twórczynie z Puszczy Zielonej otrzymywały nagrody i wyróżnienia. Autorki nierzadko rezygnowały ze swoich dzieł i przekazywały je organizatorom. W 2003 Śledziewski założył Fundację Wspierania Twórczości Ludowej, a w 2007 skontaktował się z samorządem Konstancina-Jeziorny w celu upamiętnienia dawnej papierni i jej wpływu na rozwój polskiej wycinanki. Przekazał samorządowi swoją kolekcję z myślą o stworzeniu stałej galerii polskiej wycinanki.

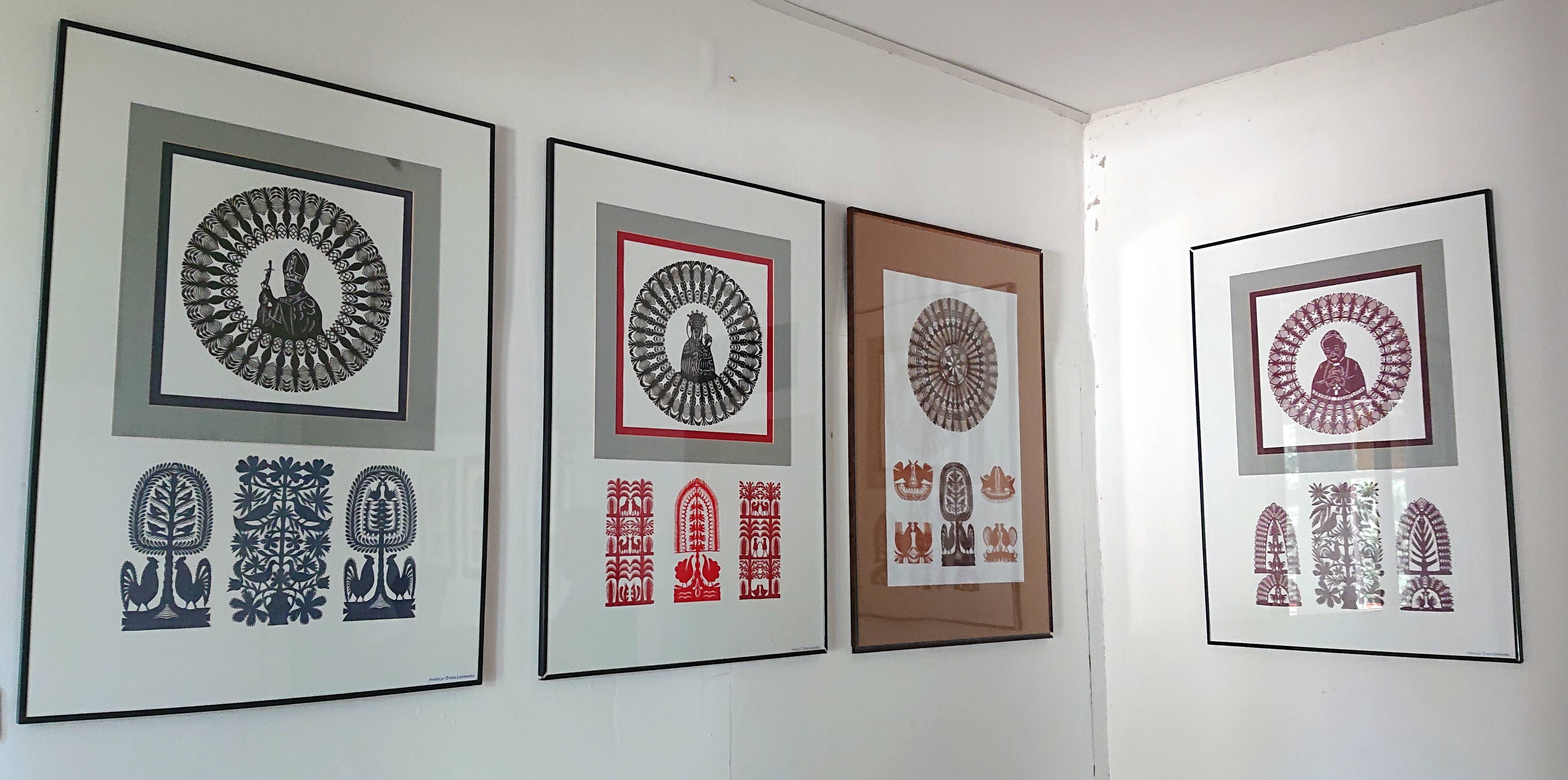
Wycinanki autorstwa Ireny Łoniewskiej w Muzeum brata Zenona Żebrowskiego (Muzeum Kurpiowsko-Japońskim) w Czarni

W Muzeum Wycinanki Polskiej podległym pod Konstanciński Dom Kultury dostępne są m.in. wycinanki z Puszczy Białej oraz Zielonej zebrane przez Śledziewskiego. Wycinanki z Puszczy Białej podzielono na dwie grupy. W pierwszej znajdują się dzieła Katarzyny Rudnickiej, Anny Pudlis, Aleksandry Liwskiej i Marii Świadkowskiej. Śledziewski dostał je od ks. Czesława Rowickiego z Długosiodła. Ten otrzymał je od twórczyń w 1952 i 1953. W drugiej grupie umieszczono wycinanki z 1955 autorstwa Wiesławy Archackiej, Katarzyny Osowieckiej, Teresy Włodarczyk, Genowefy Łady i Władysławy Kamińskiej. Łącznie w placówce znajduje się 108 wycinanek z Puszczy Białej. W kolekcji zgromadzono też 221 wycinanek wykonanych przez twórczynie z Puszczy Zielonej: Annę Kordecką, Rozalię Skrodzką, Florentynę Śmietkę, Władysławę Warych, Stanisławę Bakułę, Stanisławę Olender, Henrykę Olender, Annę Majewską, Antoninę Kuliś, Stefanię Konopkę, Marię Chrostek, Rozalię Jeziorkowską, Czesławę Konopkę, Stanisławę Staśkiewicz, Stanisławę Dawid, Czesławę Marchewkę, Czesławę Kaczyńską, Wiesławę Bogdańską, Eugenię Pabich, Halinę Pajkę i Piotra Puławskiego. 
Muzeum Kultury Kurpiowskiej w Ostrołęce ma w zbiorach ponad 900 wycinanek kurpiowskich. W placówce jest dostępna stała wystawa Wycinanka kurpiowska. Prezentuje twórczość wycinankarką z Puszczy Zielonej i Puszczy Białej. Wydano katalog wystawy. W 2020 w placówce przygotowano wystawę planszową Wycinanka kurpiowska z Puszczy Zielonej, która po prezentacji w siedzibie muzeum wędrowała po regionie, była też prezentowana w placówkach poza regionem. Impulsem do jej przygotowania był wpis na krajową listę niematerialnego dziedzictwa kulturowego. Opublikowano katalog wystawy. Plansze wystawowe są dostępne online. W 2022 muzeum wydało publikację Wycinanka kurpiowska z Puszczy Zielonej. Dla małych, dużych i całkiem dorosłych.
W 2021 Muzeum Weterynarii Wiesławy i Waldemara Krzyżewskich w Przasnyszu przygotowało objazdową wystawę planszową z pocztówkami z regionu kurpiowskiego, w tym z przedstawieniami wycinanek. Wydano też katalog wystawy.
Wycinanki kurpiowskie mają w swoich zbiorach (oprócz wymienionych wyżej instytucji): Centrum Kultury Kurpiowskiej im. ks. Mieczysława Mieszki w Kadzidle, Muzeum Archeologiczne i Etnograficzne w Łodzi, Muzeum Podlaskie w Białymstoku, Muzeum Etnograficzne im. Marii Znamierowskiej-Prüfferowej w Toruniu, Muzeum Warmii i Mazur w Olsztynie, Muzeum Kultury Ludowej w Węgorzewie, Muzeum Częstochowskie i Muzeum Narodowe w Poznaniu.
Wycinanki z Puszczy Białej przechowuje m.in. Muzeum Regionalne w Pułtusku, Pułtuska Biblioteka Publiczna im. J. Lelewela w Pułtusku oraz placówki oświatowe, np. szkoła podstawowa w Gródku w gminie Obryte i Zespół Szkolno-Przedszkolny im. Oskara Kolberga w Karniewie.
Oprócz wystaw zbiorowych, prezentujących sylwetki wycinankarek i wycinankarzy, organizowane są wystawy poświęcone twórczości konkretnych osób. Wycinankarki z Puszczy Zielonej brały udział w konkursach i imprezach folklorystycznych w regionie, Cepeliadach oraz targach sztuki ludowej w kraju i za granicą, zdobywając wiele nagród i wyróżnień.
Od 2014 w Regionalnym Centrum Kultury Kurpiowskiej im. ks. Władysława Skierkowskiego w Myszyńcu istnieje Galeria Wycinanki Kurpiowskiej. Placówka organizuje też coroczny konkurs „Rękodzieło wsi kurpiowskiej” im. Anny Kordeckiej, wycinankarki z Puszczy Zielonej.
Współcześnie samorządy gmin, placówki kulturalne i organizacje pozarządowe z Kurpiowszczyzny ogłaszają konkursy na wycinanki kurpiowskie lub użycie tego motywu, często kierując ofertę do dzieci i młodzieży.

### Spółdzielczość
Po II wojnie światowej dużą rolę w rozwoju wycinankarstwa w Puszczy Białej pełniła Spółdzielnia CPLiA „Twórczość Kurpiowska” w Pułtusku, a w Puszczy Zielonej – Spółdzielnia CPLiA „Kurpianka” w Kadzidle.
Spółdzielnia w Pułtusku powstała na bazie przedwojennej spółdzielni z siedzibą w Gładczynie, następnie w Pniewie (jej założycielką była Wanda Modzelewska). Początkowo organizowała zbyt na haft kurpiowski Puszczy Białej i była częścią Związku Samopomocy Chłopskiej. W 1949 spółdzielnia dołączyła do Związku Spółdzielni Rękodzieła Ludowego i Artystycznego „Cepelia” jako najstarsza z ponad 100 organizacji. Od 1956 działała w Pułtusku. Uruchomiła produkcję ceramiki, organizowała chałupniczą pracę nad wyrobami włókienniczymi. Wytwory spółdzielni opierały się na tradycyjnych wzorach z powiatów pułtuskiego i wyszkowskiego. Spółdzielnia zajmowała się też rzeźbą w drewnie oraz wycinankami. Została rozwiązana w 1991. Wówczas zakończyła się opieka instytucji nad wycinanką kurpiowską z Puszczy Białej, co przyczyniło się do jej zaniku.
Kadzidlańska spółdzielnia powstała w 1950. Początkowo produkowała i skupowała tkaniny, potem rozszerzyła zakres działalności o haft kurpiowski Puszczy Zielonej, wyroby plecionkarskie, wycinanki, rzeźbę ludową, kwiaty z bibuły, palmy i pisanki, kierce, ozdoby choinkowe, pieczywo obrzędowe (byśki i nowe latka). Spółdzielnia stała się głównym pracodawcą dla twórców i twórczyń ludowych z regionu. Dostarczała im papier glansowany, wełnę, nici do haftu, bibułę. Działalność spółdzielni wspierał jeden z jej założycieli, proboszcz parafii w Kadzidle, ks. Mieczysław Mieszko. Spółdzielnia, dowartościowując wycinankarki i wycinankarzy z Puszczy Zielonej, przyczyniła się do przetrwania tej dziedziny sztuki ludowej. Znajdowała rynki zbytu na wycinanki. W szczytowym okresie działalności spółdzielni należało do niej ponad 650 osób. Dodatkowo wycinanki wykonywały osoby, które nie były zatrudnione w spółdzielni, a były członkami i członkiniami rodzin, z których pochodziły zatrudnione wycinankarki. Spółdzielnia została zamknięta w 2015.

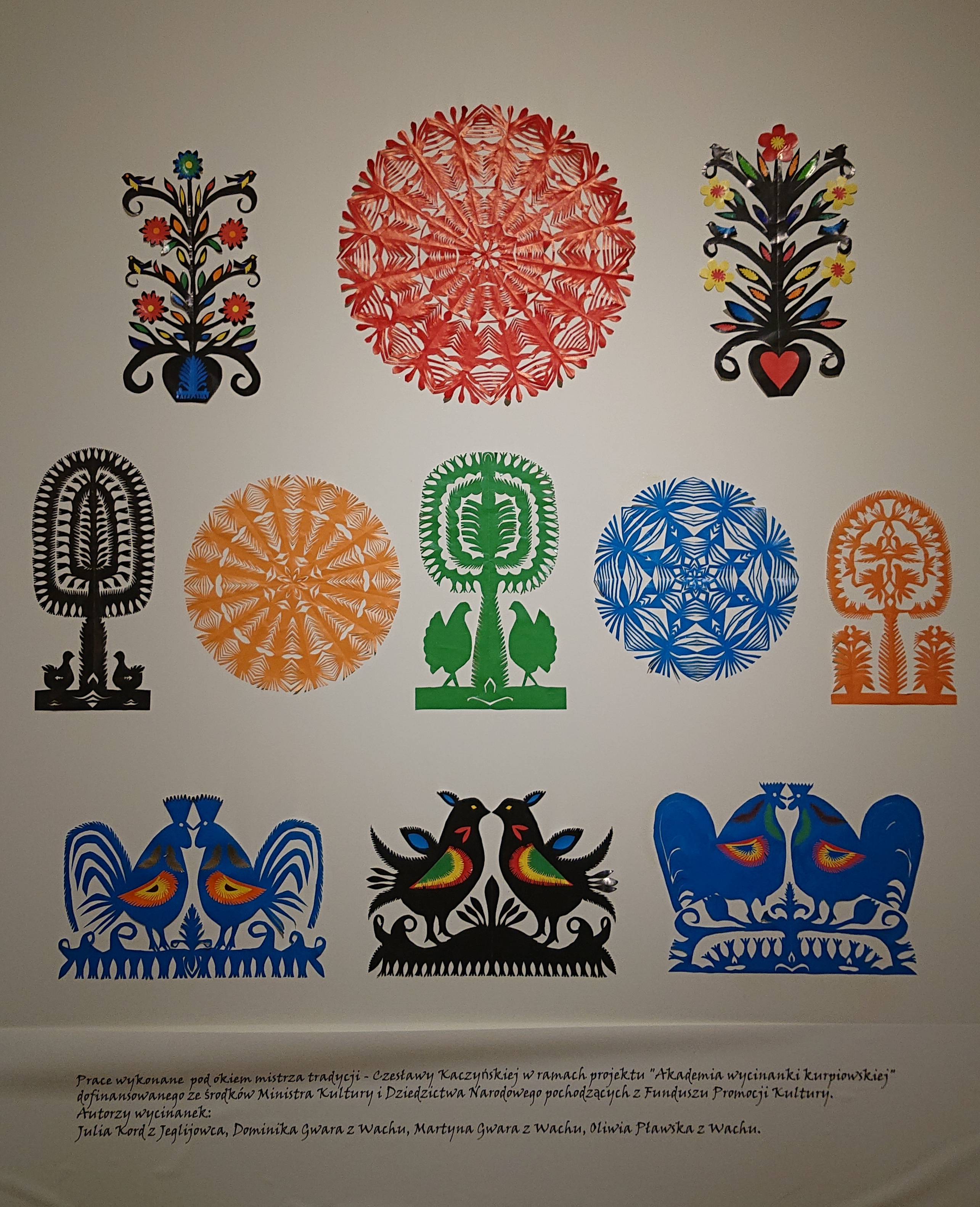
Wycinanki wykonane pod okiem Czesławy Kaczyńskiej w ramach projektu „Akademia wycinanki kurpiowskiej” (2018). Wycinanki wykonały Julia Kord z Jeglijowca, Dominika i Martyna Gwara z Wachu, Oliwia Pławska z Wachu. Zdjęcie z wystawy w Muzeum Kultury Kurpiowskiej w Ostrołęce

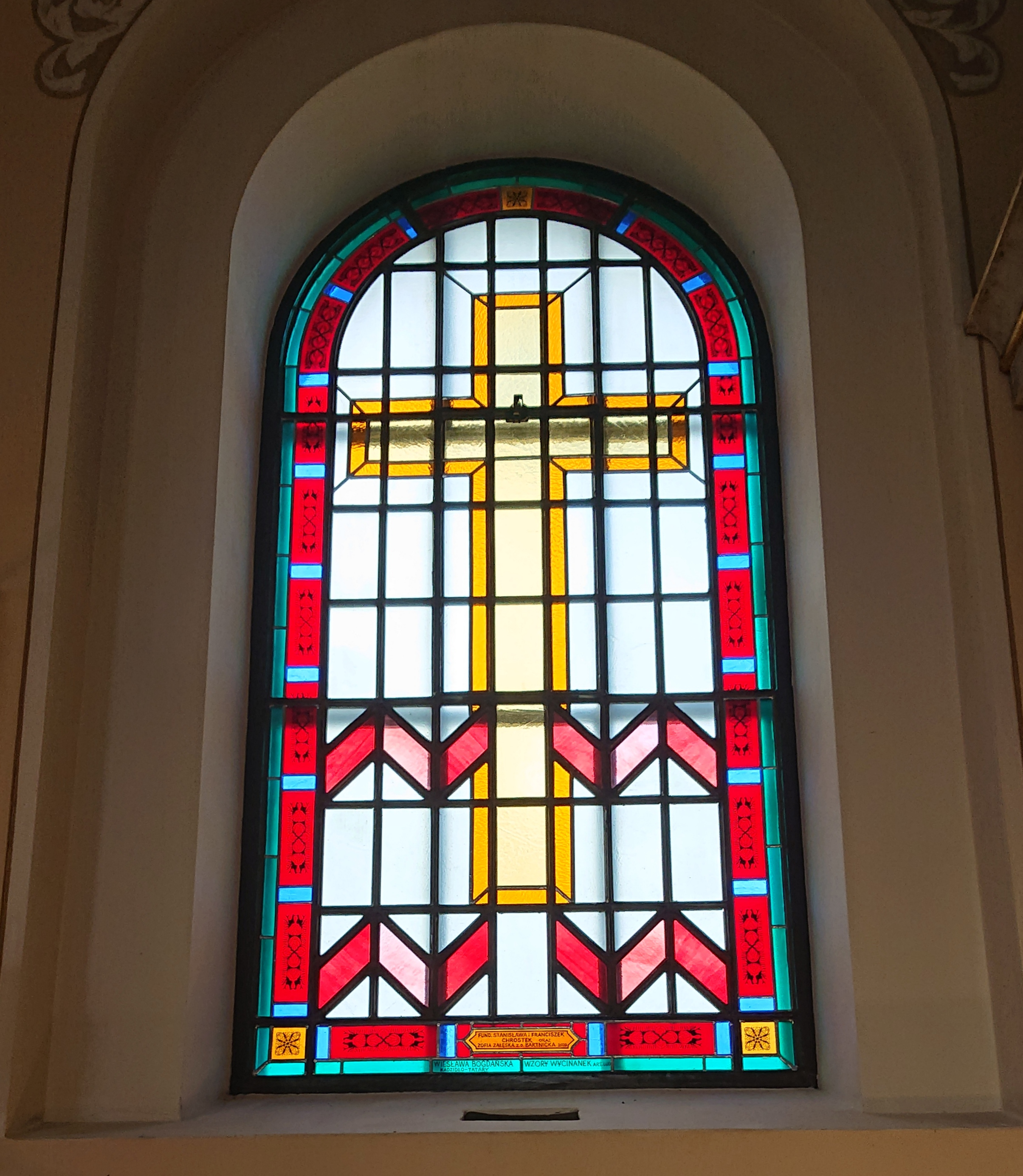
Witraż w kościele w Lipnikach z wykorzystaniem motywów z wycinanek zielonokurpiowskich autorstwa Wiesławy Bogdańskiej (informuje o tym napis na witrażu)

### Warsztaty
Muzeum Kultury Kurpiowskiej w Ostrołęce prowadzi cykliczne warsztaty z wycinanki kurpiowskiej z Puszczy Zielonej. W Miejskim Domu Kultury w Ostrowi Mazowieckiej oraz w Bibliotece Publicznej w Broku organizowano warsztaty z wycinanki kurpiowskiej Puszczy Zielonej i Puszczy Białej. Regionalne ośrodki kultury i biblioteki regularnie oferują warsztaty z wycinanki kurpiowskiej Puszczy Zielonej i Białej. Także placówki muzealne oraz organizacje pozarządowe poza regionem kurpiowskim, a nawet instytucje zagraniczne, organizują zajęcia z wycinanki kurpiowskiej, zapraszając do ich prowadzenia twórczynie z Kurpi.
Warsztaty wycinanki kurpiowskiej organizowane są w szkołach w regionie oraz jako lekcje muzealne w placówkach muzealnych. Tradycje wycinankarskie pokazywane są podczas warsztatów etnograficznych „Ginące Zawody” w Zagrodzie Kurpiowskiej w Kadzidle. W 2010 i 2021 wycinanka kurpiowska była motywem przewodnim imprezy. Pojawia się też jako element Nocy Muzeów w placówkach muzealnych.
Muzeum Kultury Kurpiowskiej w Ostrołęce działa na rzecz wykształcenia młodego pokolenia wycinankarek z Puszczy Zielonej. Służą temu muzealna pracownia etnodesignu i projekty takie jak „Akademia wycinanki kurpiowskiej” (2018) w formie spotkań i warsztatów z Czesławą Kaczyńską.

### Design
Motyw wycinanki kurpiowskiej i wycinanki w ogóle pojawił się w designie po II wojnie światowej. Wanda Telakowska z Instytutu Wzornictwa Przemysłowego, kierowniczka zespołu projektanckiego, wysłała na Kurpie Helenę i Lecha Grześkiewiczów. Latem 1950 rozpoczęli współpracę z twórcami i twórczyniami z Kadzidła i Strzałek, m.in. uprawiającymi wycinankarstwo. Do współpracy z Instytutem zgłosiło się 12 osób. Kurpianki oglądały wnętrza, do których projektowano zasłony, obrusy itp. Zapoznały się z techniką filmdruku. Pracą kobiet z Puszczy Zielonej kierowali: M. Bartodziejski, następnie M. Załęska, wreszcie Andrzej Milwicz. Projektanci Stefania i Andrzej Milwiczowie wzorowali się na pracach m.in. Antoniny Kuliś. Wykorzystano też prace Czesławy Konopki i Stanisławy Bakuły. We współpracy z wycinankarkami Helena i Lech Grześkiewiczowie zaprojektowali drukowane tkaniny z przeznaczeniem na obrusy i chustki. Początkowo na tkaniny przenoszono wzory z wycinanek, ale powielanie zamkniętych kompozycji, które miały, zdaniem Telakowskiej, hieratyczny, decydowany charakter, nie dawało dobrych rezultatów. W 1953 dwie wycinankarki z Puszczy Zielonej zaproszono do zespołu, w którym pracowały też dwie twórczynie z Sannik. Powstały kompozycje wzorów na tkaniny odzieżowe i dekoracyjne oraz na wykroje odzieży dziecięcej. Miały być przeznaczone dla odbiorców w miastach. Andrzej Milwicz zaproponował też przeniesienie wycinanki kurpiowskiej na tkaninę za pomocą druku ręcznego oraz wykorzystania kurpiowskich motywów w produkcji masowej dzięki fotograwiurze.
W okresie PRL wycinanki kurpiowskie pojawiały się w formie obrazów oprawionych w ramki, którymi dekorowano mieszkania. Był to efekt polityki Cepelii, która była jedynym dystrybutorem sztuki ludowej w kraju. Wycinanka kurpiowska uznawana była za niedrogi prezent właściwy dla rodaków na obczyźnie. Motyw wycinanki kurpiowskiej wrócił po transformacji ustrojowo-gospodarczej jako element etnodesignu.

W 2004 Magdalena Lubińska i Michał Kopaniszyn (Moho Design) zaprojektowali wełniany dywan mohohej!Dia w formie wycinanki kurpiowskiej (gwiazdy). Wzór wycięto laserem w filcu, a dywan stworzono z kilku warstw materiału. Projekt wielokrotnie wyróżniano: Wallpaper Design Award w kategorii The Best Textille 2005, Śląska Rzecz i Dobry Wzór 2005 oraz – po raz pierwszy przyznaną polskiemu podmiotowi – Red Dot Award Product Design 2008. W 2013 fabryka dywanów Angella S.A. z Białegostoku wyprodukowała serię dywanów inspirowanych m.in. wycinanką kurpiowską. Pościel Jagienka projektowana przez Annę Stępkowską-Nowak jest zdobiona elementami m.in. z wycinanek kurpiowskich. Z wycinanki Puszczy Zielonej czerpie też projekt zegara ściennego Folk grupy projektowej Laskowscy Design (2010). „Szanuj Zieleń Studio” Katarzyny Jarnuszkiewicz i Szymona Gaszczyńskiego odpowiada za projekt lampy z ażurowym motywem wycinanki kurpiowskiej. 

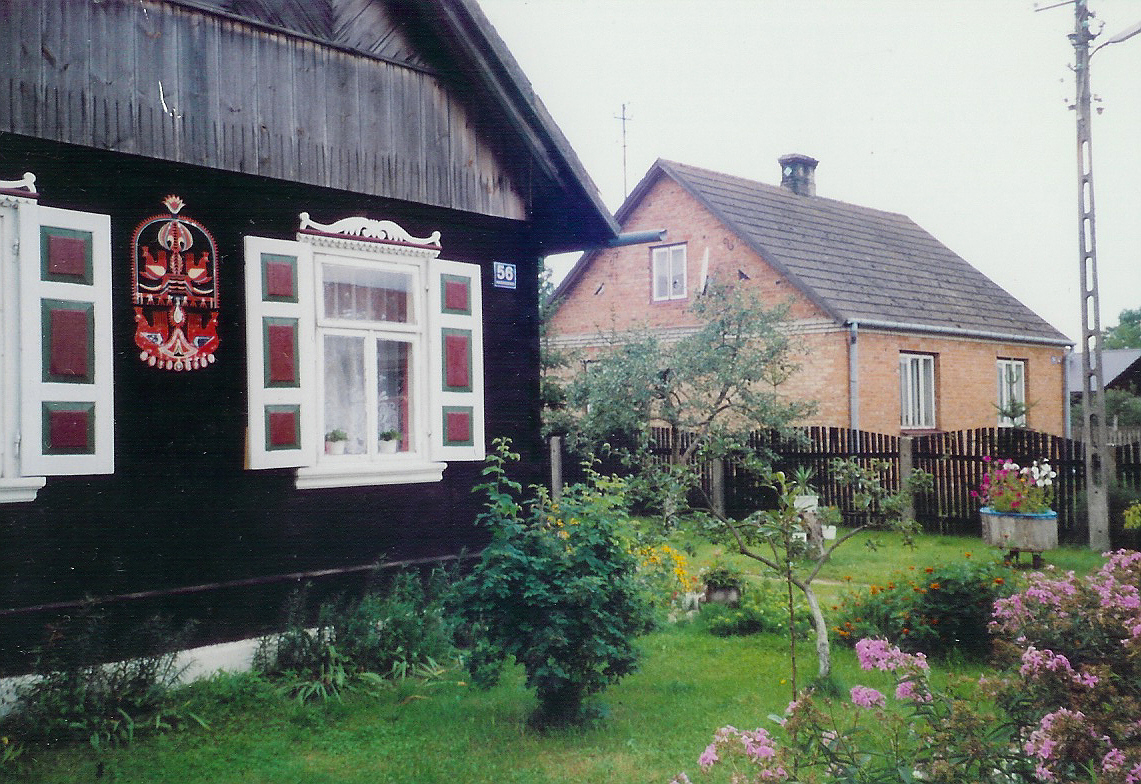
Dom w Nagoszewie z motywem wycinanki z Puszczy Białej

W 2009 Państwowe Muzeum Etnograficzne w Warszawie i Wydział Wzornictwa Przemysłowego ASP w Warszawie zorganizowały konkurs na nowoczesną muzealną pamiątkę. Projekt miał łączyć elementy sztuki ludowej oraz współczesną formę i funkcję. Jedno z wyróżnień zdobyła Joanna Karbowiak, która zaprojektowała wałek do malowania z motywem kogutów z kurpiowskiej wycinanki. W tym samym roku Cepelia zorganizowała konkurs z okazji 60-lecia powstania instytucji. Trzecie miejsce w konkursie o przesłaniu podobnym jak wcześniej wspomniany zajęła Marta Krzyszkowska-Gierych. Jej t-shirt został ozdobiony motywem cietrzewia z Kurpiowszczyzny. W 2013 odbył się konkurs „Wspólne działania polsko-białoruskie” organizowany przez polskie Ministerstwo Spraw Zagranicznych. Jedna z uczestniczek, Monika Cecota, zaprojektowała zestaw do warzenia piwa kozicowego ozdobiony wzorem lelui. W 2017 na skwerze im. Jadwigi Dziekońskiej w Białymstoku stanął stojak na rowery zdobiony ażurowymi motywami z wycinanki kurpiowskiej i haftu z polsko-białoruskiego pogranicza. Realizacja powstała w ramach akcji „Folk on the street” od 2012 koordynowanej przez Wojewódzki Ośrodek Animacji Kultury w Białymstoku. 

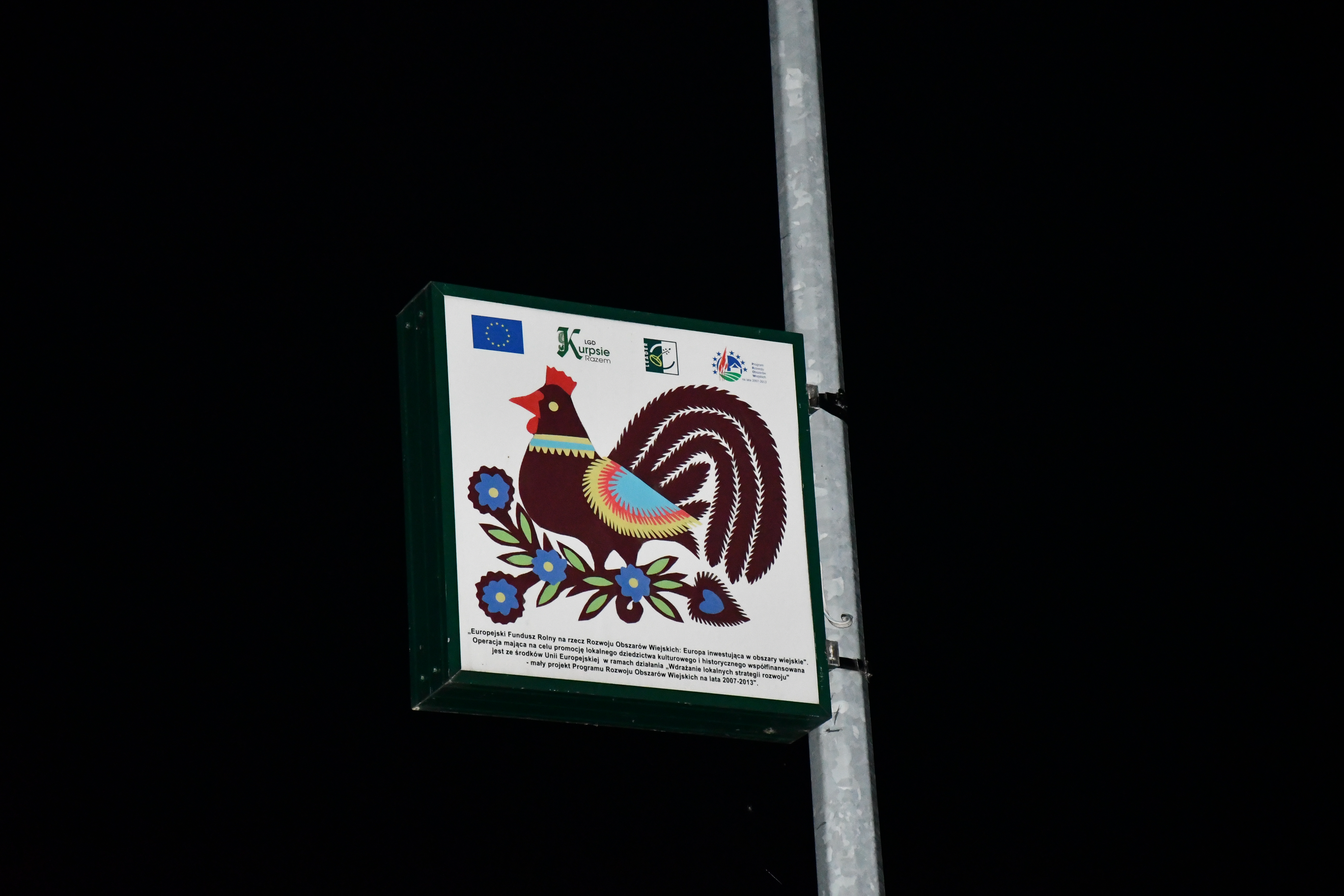
Latarnia w Myszyńcu ozdobiona wycinanką z Puszczy Zielonej

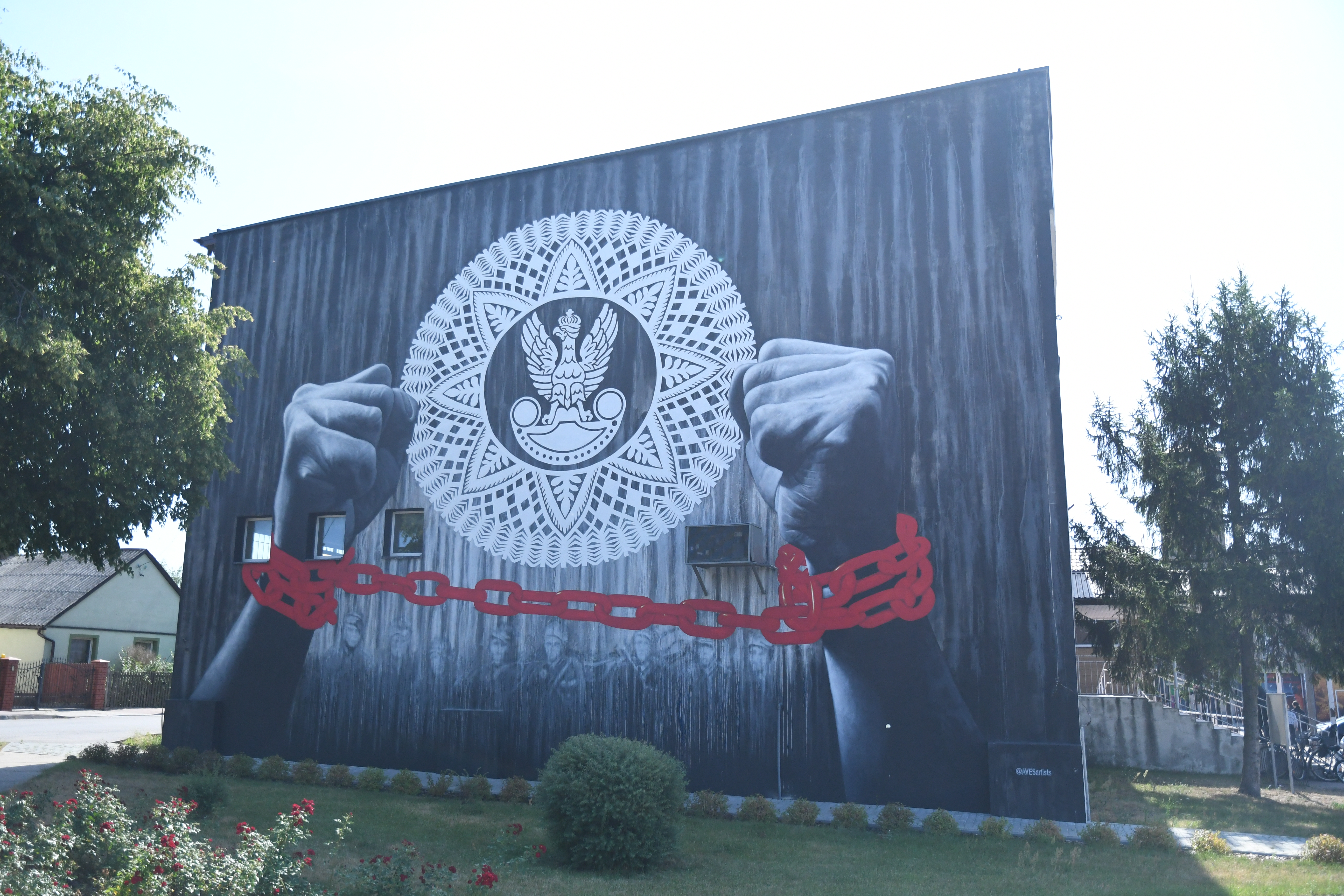
Mural w Myszyńcu upamiętniający żołnierzy wyklętych, wystawiony w 2019

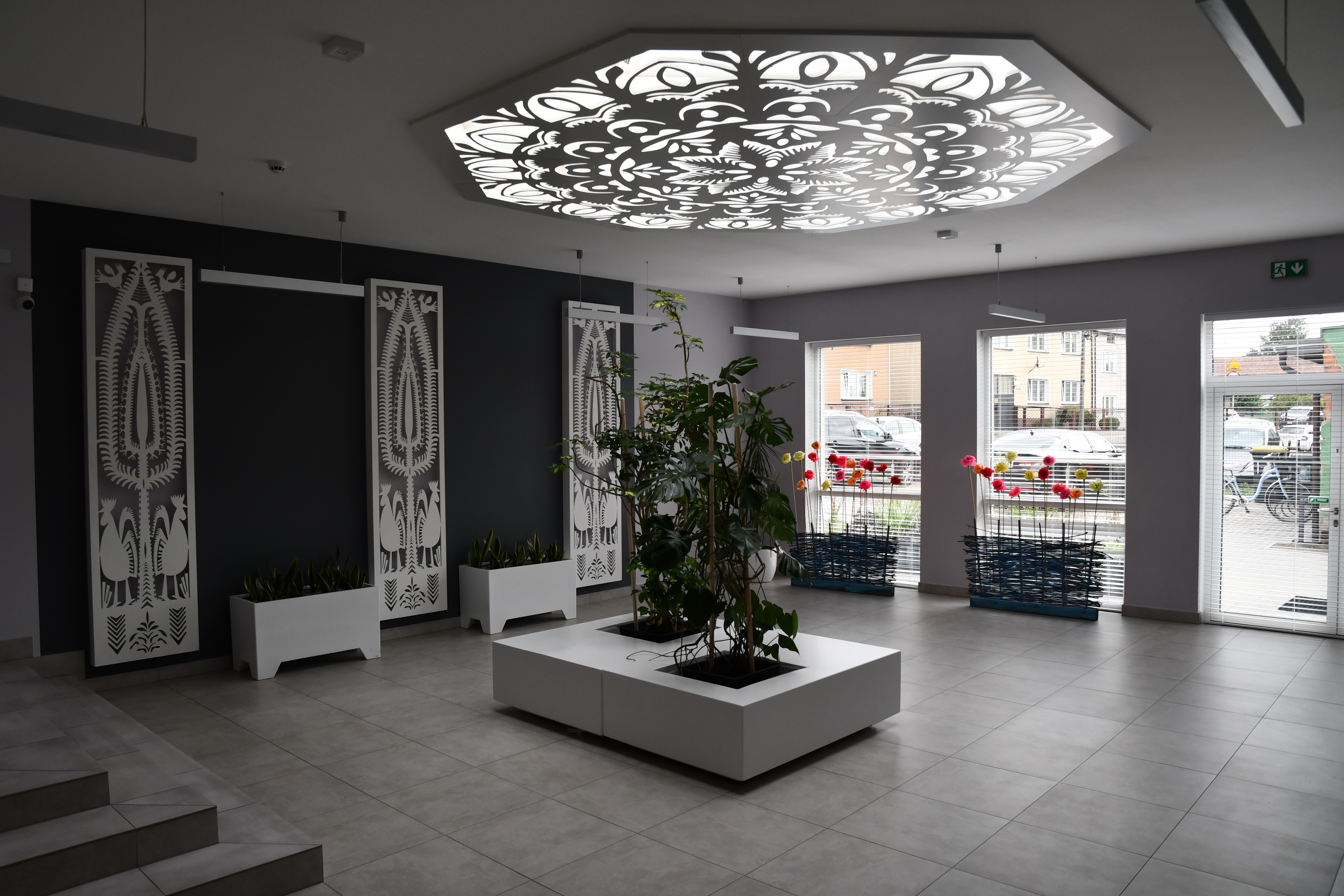
Wnętrze budynku Regionalnego Centrum Kultury Kurpiowskiej w Myszyńcu ozdobione wycinankami

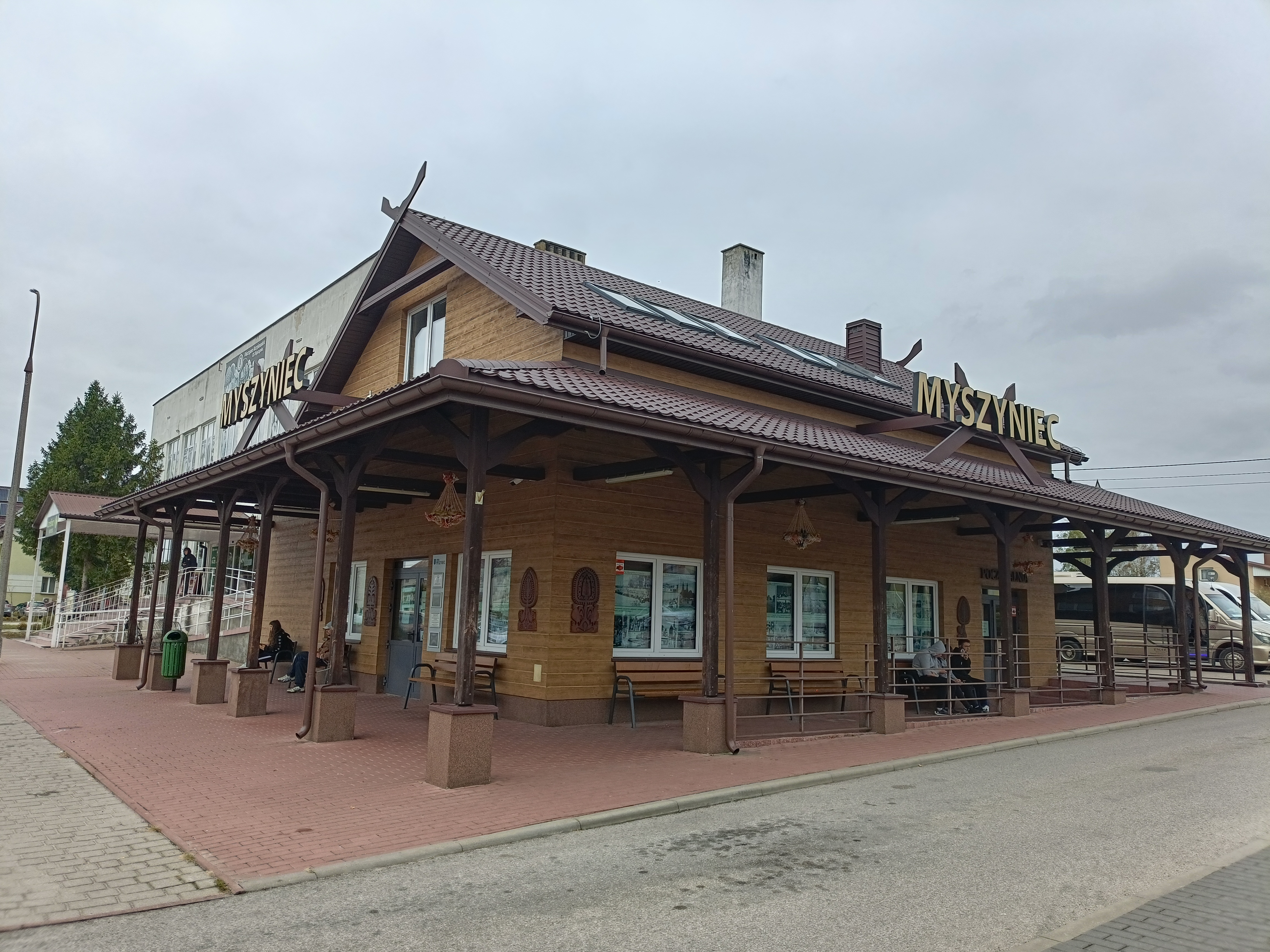
Dworzec autobusowy w Myszyńcu zdobiony wycinankami

Wycinanki kurpiowskie wykorzystuje się w projektowaniu przestrzeni. W 2019 motywy z wycinanek Czesławy Kaczyńskiej i Wiesławy Bogdańskiej umieszczono na witrażach w kościele w Dylewie, a w 2020 wycinanki Wiesławy Bogdańskiej ozdobiły witraże w kościele w Lipnikach. Polichromia kościoła w Turośli zdobiona jest kurpiowskimi wycinankami. Nowa część Muzeum Kultury Kurpiowskiej w Ostrołęce, powstała w ramach projektu Rewitalizacja. Per causam ad animi, od 2018 mieści kawiarnię. Elewacja budynku jest zdobiona kurpiowskimi lelujami. W Puszczy Białej (np. w Nagoszewie) są domy, które udekorowano wycinanką białokurpiowską.
Nierzadko podaje się, że polski pawilon na wystawie EXPO 2010 w Szanghaju był ozdobiony wycinanką kurpiowską. Nie jest to prawda, bo była to wycinanka kołbielska.
W Puszczy Zielonej wycinanki zdobią przestrzenie wielu placówek muzealnych, instytucji kultury, urzędów gmin. Umieszczane są na budynkach użyteczności publicznej, podkreślając „kurpiowskość” miejsca. Zdobią latarnie w Myszyńcu, są motywem reklamowym zakładów pracy (mleczarnia w Baranowie, apteka w Kadzidle) oraz elementem logotypów. Umieszczono je na kramach handlowych w Kadzidle. Wycinankę kurpiowską wykorzystują także restauracje spoza regionu. Pisanki z Puszczy Zielonej były zdobione wzorami geometrycznymi podobnymi do tych na wycinankach. Współcześnie na jajka wielkanocne nanoszone są wzory z wycinanek.

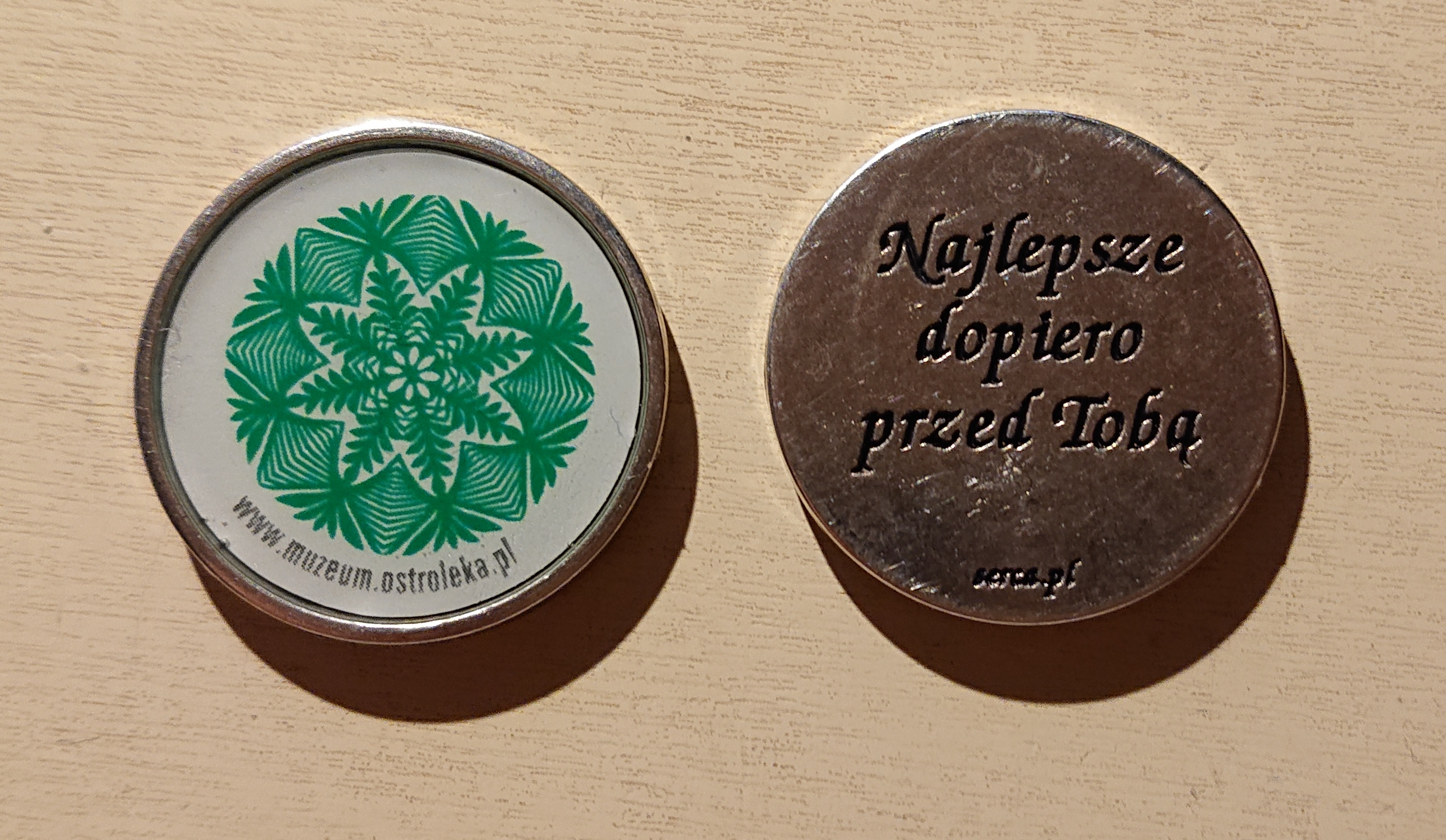
Żetony do wózków sklepowych z motywem wycinanki kurpiowskiej z Puszczy Zielonej. Gadżet z Muzeum Kultury Kurpiowskiej w Ostrołęce

Wycinanka pojawia się jako element upamiętnień. W lesie pod Jednaczewem 25 czerwca 1922 odsłonięto pomnik wystawiony z inicjatywy Adama Chętnika. Honorował legendarnego bohatera Stacha Konwę. Pomnik miał formę kapliczki z barci sosnowej. Autorem projektu był Rudolf Macura. Na trzech ścianach kapliczki (poza frontową) wyrzeźbiono kurpiowskie wycinanki. Pomalowano je na niebiesko. Pomnik zniszczyły wojska radzieckie w 1939. Wycinanka pojawia się też jako element muralu (Myszyniec, upamiętnienie żołnierzy wyklętych na budynku przy Placu Wolności) oraz tablic pamiątkowych (np. upamiętnienie Adama Chętnika w katedrze w Łomży zainstalowane w 1980). Przez jakiś czas wycinanka kurpiowska w formie lelui była jednym z witaczy na wjeździe do Ostrołęki (ul. Warszawska). Wycinanki umieszczane są na witaczach na wjazdach do gmin kurpiowskich.

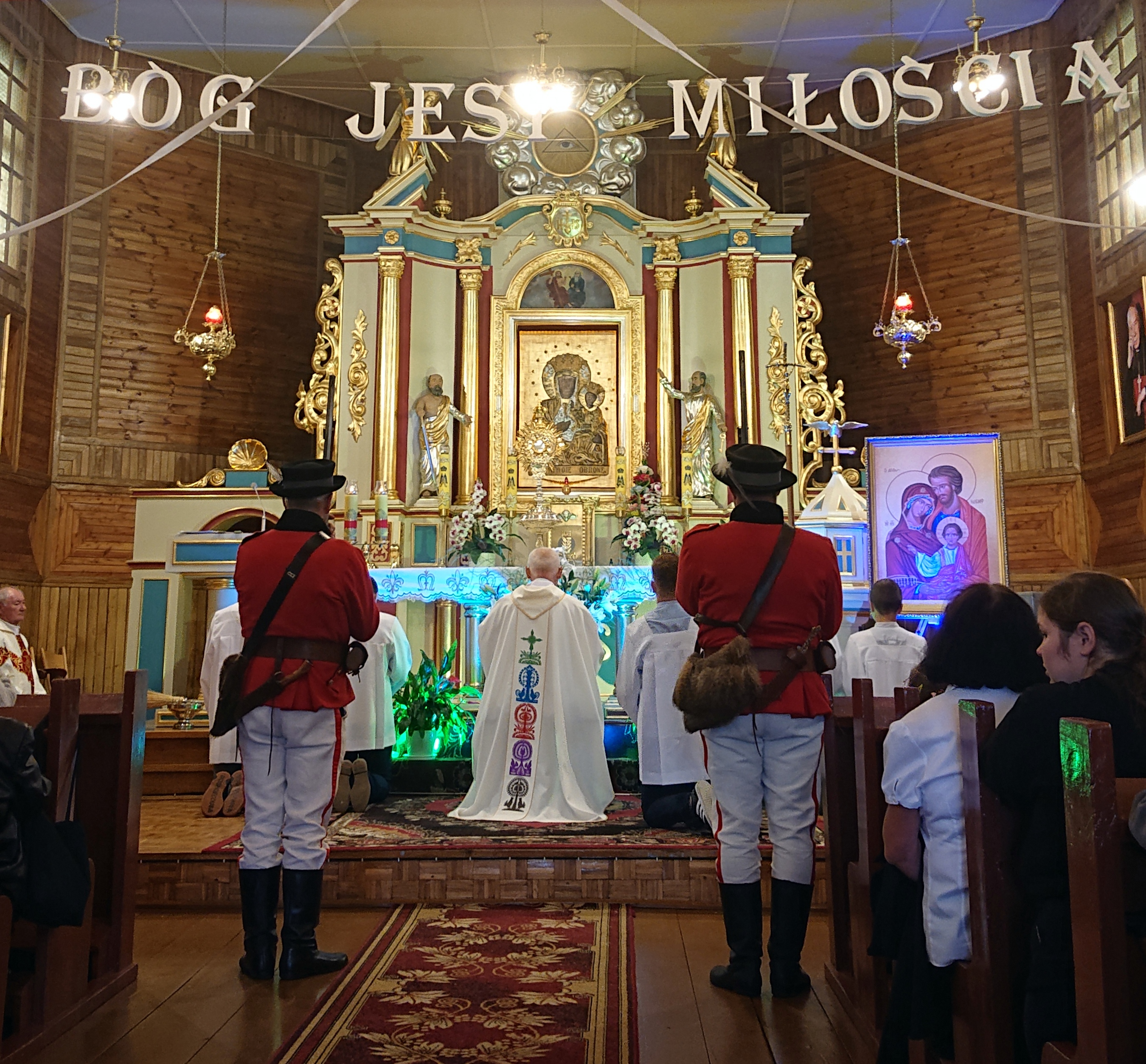
Ks. Jerzy Ciak, proboszcz parafii Brodowe Łąki, w ornacie z wycinankami kurpiowskimi

Na wycinankach kurpiowskich wzorowane są: Odznaka za Zasługi dla Łowiectwa Województwa Ostrołęckiego zaprojektowana przez Wiesława Siennickiego i Medal za Zasługi dla Okręgu Ostrołęckiego zaprojektowany i wykonany przez Władysława Zabłockiego. W pierwszych latach przyznawania Nagrody Prezesa Związku Kurpiów Kurpik drewniane statuetki zdobione były zielonokurpiowską gwiazdą.
W 2001 projektant mody Arkadius zaprojektował kolekcję „Paulina”, w której wykorzystał m.in. wycinanki kurpiowskie (czerwone i niebieskie leluje oraz kolorowe koguty). W 2018 projektantka mody Patrycja Kujawa stworzyła dla Kurpianki Ewy Mielnickiej, Miss Polski 2014, suknię ślubną z wzorem czerwonej lelui. Katarzyna Skotnicka dla marki odzieżowej Jayko zaprojektowała sukienkę z motywem kurpiowskiej wycinanki. Motyw kurpiowskiej wycinanki gwiazdy wykorzystywał projektant pochodzący z Ostrołęki, Karol Kurpiewski.
W myszynieckiej bazylice podczas ważnych uroczystości księża zakładają ornaty zdobione wycinankami kurpiowskimi. Takie ornaty są też na wyposażeniu parafii w Brodowych Łąkach. Motyw wycinanki nanosi na tkaniny ludowe kurpiowska tkaczka Anna Bałdyga. W 2021 w Gminnym Ośrodku Kultury w Wydminach zorganizowano wystawę jej prac pod hasłem Wycinanka kurpiowska na tkaninie.
Znane są również przykłady użycia wycinanki kurpiowskiej jako wzoru tatuażu. Rysownik Marek Sachmata tworzy prace, w których łączy znanych z popkultury bohaterów i bohaterki z kurpiowskim folklorem. Tworzy też własnych superbohaterów i superbohaterki. Często tłem jego prac jest wycinanka kurpiowska z Puszczy Zielonej. 
W Muzeum Kultury Kurpiowskiej w Ostrołęce funkcjonuje pracownia etnodesignu, w której można tworzyć, inspirując się i bawiąc wycinanką kurpiowską. Prowadzone są w niej warsztaty rękodzieła. W Miejskim Domu Kultury w Ostrowi Mazowieckiej organizowane są warsztaty z etnodesignu z użyciem wycinanki kurpiowskiej z Puszczy Zielonej i Puszczy Białej.

### Teksty kultury, pamiątki
Yolanta Nitka-Nikt włączyła do swoich kolaży motywy z wycinanek Apolonii Nowak i Stanisławy Dawid. W 2015 Marianna Oklejak zilustrowała książkę Cuda wianki. Polski folklor dla młodszych i starszych motywami z kurpiowskich wycinanek.
Wycinanka kurpiowska pojawia się na okładkach wielu publikacji wydawanych w Puszczy Zielonej. Są to głównie wydawnictwa Związku Kurpiów, Muzeum Kultury Kurpiowskiej w Ostrołęce i Lokalnej Grupy Działania „Kurpsie Razem”. 

Motyw pojawia się na wizytówkach osób, które identyfikują się z Kurpiami albo pełnią publiczne funkcje. Jest też używany w drukach firmowych instytucji z regionu kurpiowskiego. 

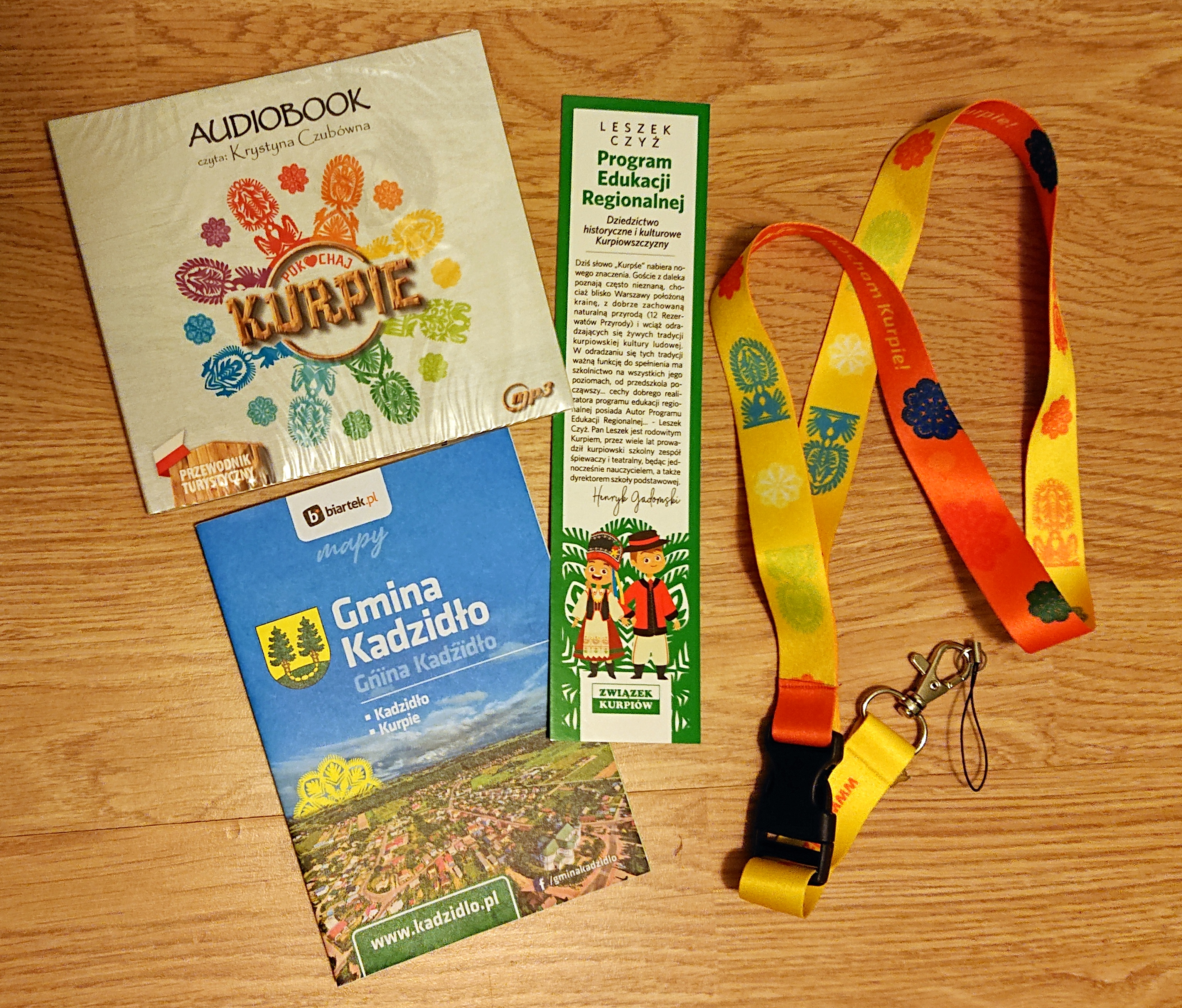
Gadżety, materiały promocyjne i wydawnictwa (LGD „Kurpsie Razem”, Związek Kurpiów, Gmina Kadzidło) z użyciem wycinanki zielonokurpiowskiej

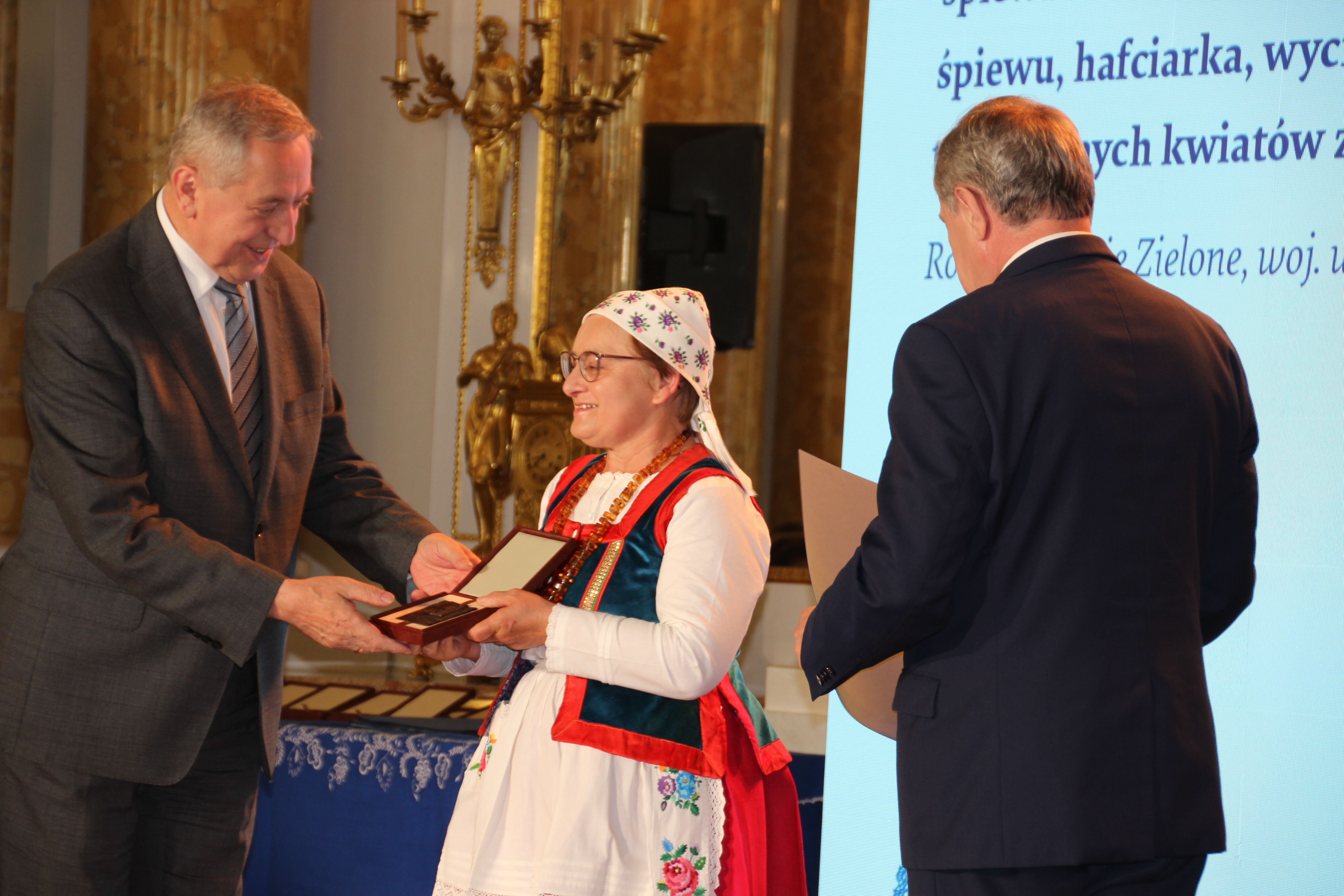
Elżbieta Kasznia, twórczyni ludowa z Puszczy Zielonej (m.in. wycinankarka), odbiera Nagrodę im. Kolberga 2022

Wycinanki kurpiowskie używane są do identyfikacji firm z różnych branż oraz instytucji samorządowych i kultury. Przykładowo Muzeum Kultury Kurpiowskiej w Ostrołęce i gmina Kadzidło wykorzystują wycinankę z Puszczy Zielonej na gadżetach pamiątkowych i promocyjnych. W licznych sklepach z pamiątkami prowadzona jest sprzedaż gadżetów z motywem wycinanki kurpiowskiej. Wycinankę nanosi się na różne przedmioty, ale nierzadko w przypadku lelui myli się ją z wycinanką kołbielską albo nie rozróżnia się wycinanek z Puszczy Zielonej i Białej.
W 2016 podczas koncertu „Miasto/Wieś” w Studiu Koncertowym Polskiego Radia im. Witolda Lutosławskiego, inaugurując Niezależną Scenę Polskiego Radia, Teatr Pijana Sypialnia zaprezentował spektakl „Wycinanki kurpiowskie” Daniela Zielińskiego. W kompozycji 6 tańców z Puszczy Zielonej przeplata się ze sobą jak motywy w wycinance kurpiowskiej.

## Nagrody i upamiętnienia
W 2019 Stowarzyszenie Akademia Wilanowska, współpracując z Muzeum Kultury Kurpiowskiej w Ostrołęce oraz artystami i artystkami z Puszczy Zielonej zrzeszonymi w Stowarzyszeniu Artystów Kurpiowskich, zrealizowało projekt Wycinanka na Kurpiach. Opracowanie monograficzne pod kątem wpisu na Krajową Listę Niematerialnego Dziedzictwa Kulturowego. Powstał katalog cyfrowy wycinanki z Puszczy Zielonej w wykonaniu Czesławy Kaczyńskiej, Apolonii Nowak, Genowefy Pabich, Wiesławy Bogdańskiej i Stanisława Ropiaka, a także cykl video dokumentujący prace nad wycinanką. W marcu 2020 tradycja wycinankarska Puszczy Zielonej została wpisana na Krajową listę niematerialnego dziedzictwa kulturowego jako „Wycinankarstwo kurpiowskie z Puszczy Zielonej”. Zwiększyło to prestiż artystek i artystów kurpiowskich oraz spopularyzowało tę dziedzinę sztuki.
Nagrodę im. Oskara Kolberga otrzymało wiele osób z Puszczy Zielonej, w tym 17 wycinankarek (Stanisława Bakuła, Marianna Bałdyga, Wiesława Bogdańska, Maria Chrostek, Stanisława Dawid, Rozalia Jeziorkowska, Czesława Kaczyńska, Elżbieta Kasznia, Stefania Konopka, Czesława Konopka, Franciszka Kulas, Czesława Marchewka, Stanisława Niedźwiedzka, Apolonia Nowak, Genowefa Pabich, Stanisława Olender, Halina Pajka) oraz 2 wycinankarze (Piotr Puławski i Wincenty Staśkiewicz).
Przy budynku Urzędu Gminy w Kadzidle zorganizowano skwer ze słupem, na którym zamieszczono tabliczki z imionami i nazwiskami twórców i twórczyń ludowych z gminy Kadzidło, w tym wycinankarek i wycinankarzy. W Kadzidle znajduje się Izba Pamięci Czesławy Konopki, jednej z najsłynniejszych wycinankarek w Polsce.